# Biserica de lemn din Hărcana

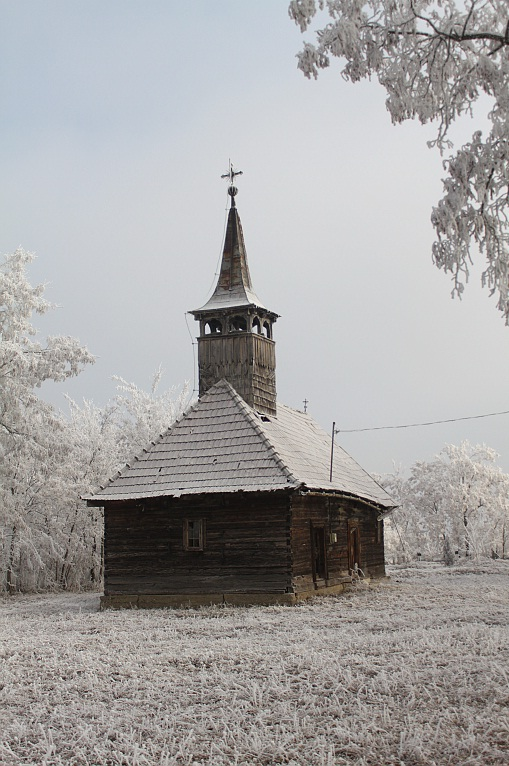
Biserica de lemn din Hărcana, strămutată în 1955 din Poșaga de Jos. Foto: 2011

Biserica greco-catolică de lemn din Hărcana se află în cătunul cu același nume, socotit drept cartier al municipiului Turda, județul Cluj, (fost Hotar Piatra Hărcana, azi Str. Hărcana). A fost construită în anul 1828 în localitatea Poșaga de Jos fiind edificiul de cult utilizat de comunitatea greco-catolică din această localitate. În anul 1955 a fost strămutată în actuala sa locație. Atât în localitatea de origine cât și după strămutare, biserica avea hramul „Sfinților Arhangheli”, acesta fiind semnalat până în anul 1972. Ulterior există posibilitatea ca acesta să fi fost schimbat cu hramul „Înălțarea Domnului”. Biserica nu se află pe noua listă a monumentelor istorice.

## Istoric

Amplasarea celor două biserici de lemn în cadrul localității Poșaga de Jos, la sfârșitul secolului XIX. Fragment din harta întocmită în 1869 în cadrul celei de-a treia ridicări topografice militare a Imperiului Austro-Ungar.

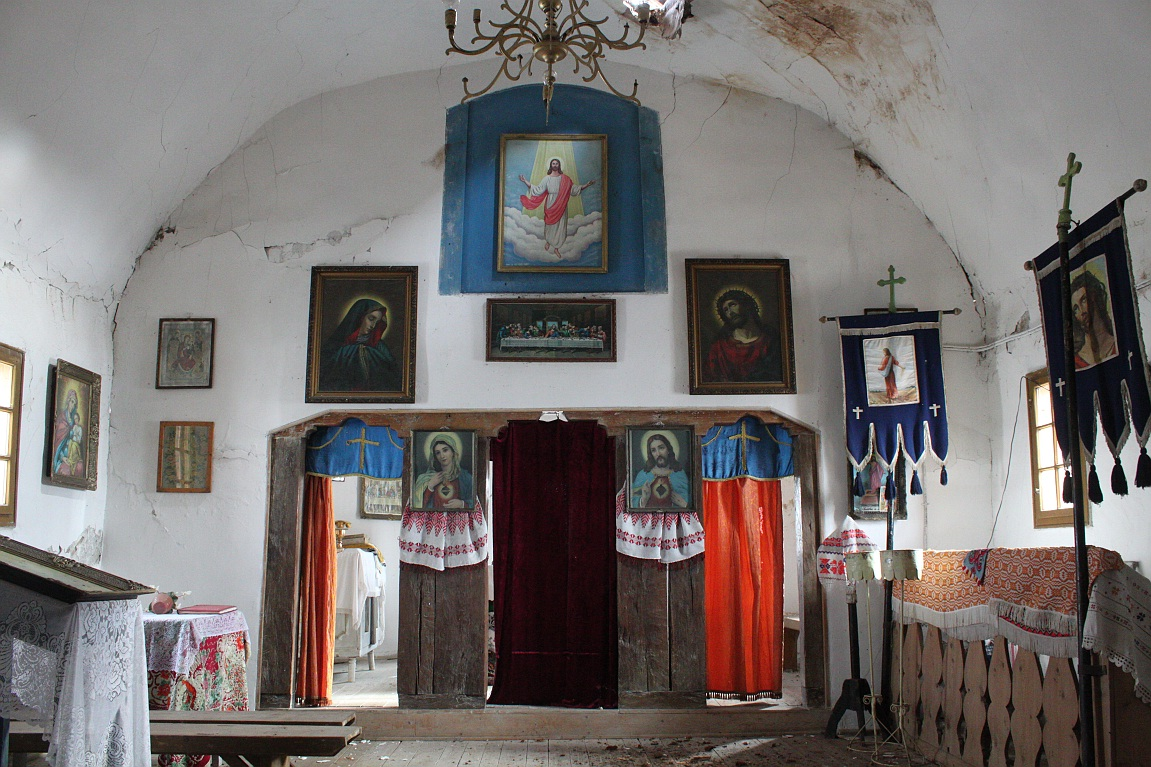
Biserica de lemn din Hărcana. Vedere din naos spre absida altarului

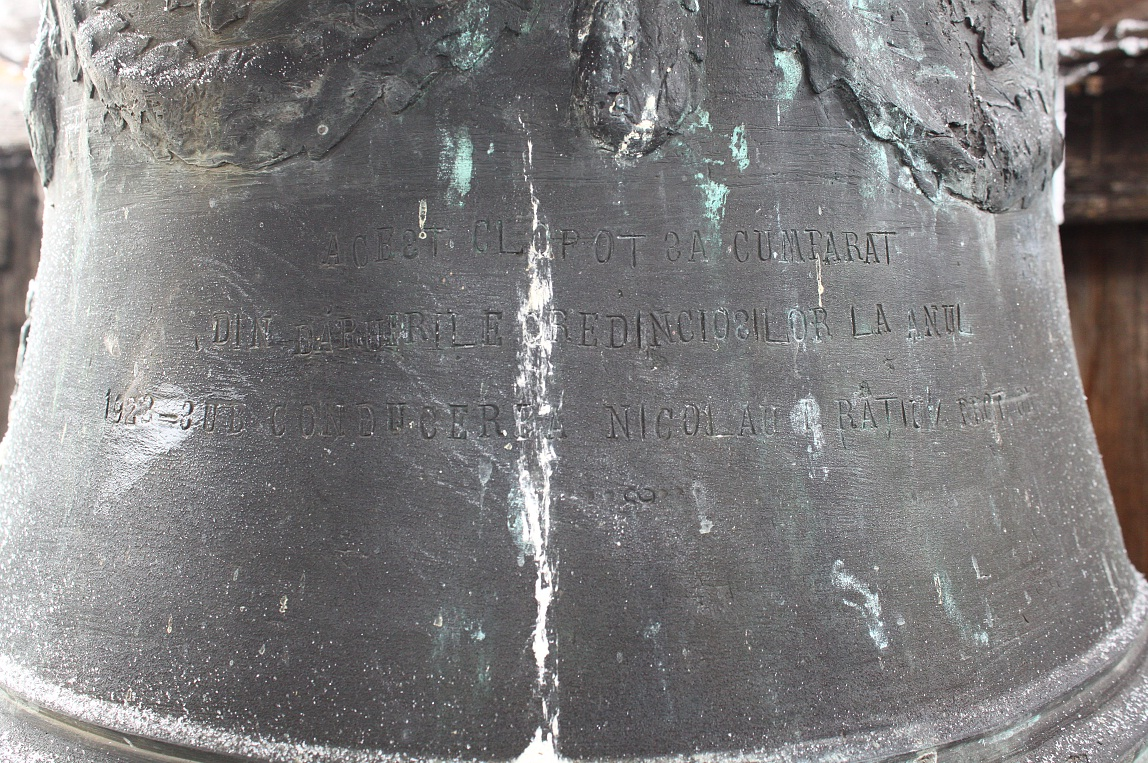
Inscripția de pe clopotul bisericii

Apărut în perioada interbelică în urma împroprietăririlor din anul 1923, cătunul ce inițial se numea Piatra Hărcăni iar mai pe urmă Hărcana nu a avut o biserică proprie de la începuturile sale. Niciodată prea numeros, cătunul a avut momentele sale de criză. Situat aproape pe linia frontului în anul 1944, a suferit de pe urma războiului ca și întreaga zonă. Anul 1972 surprinde Hărcana cu doar 62 de familii de ortodocși, numărul lor împuținându-se de la an la an datorită plecărilor numeroare ce se înregistrau, crezându-se cât se poate de serios la acel moment că localitatea este pe cale de dispariție.
Despre viața religioasă în primii ani de existență ai acestei comunități nu se știu prea multe doar că serviciile religioase se țineau în două capele, una greco-catolică - filie la Parohia Turda Veche și una ortodoxă – filie la parohia Ploșcoș. Poate că odată cu înființarea localității a fost cumpărat și clopotul ce se află azi în turnul bisericii. Acesta poartă următoarea inscripție: ”Acest clopot s-a cumpărat din dăruirile credincioșilor la anul 1923 sub conducerea Nicolau P. Rațiu prot. on.” Despre acesta, șematismele bisericii greco-catolice îl surprind sub numele de Nicolae P. Rațiu - nefiind altcineva decât administratorul parohial al parohiei Turda Veche precum și notarul districtual al districtului Turda, totodată viceprotopop onorar. Era născut în anul 1856, a fost hirotonit în 1883 având în 1923 vârsta de 64 de ani.
După cel de-al doilea război mondial este adusă o biserică de lemn în Hărcana. Tradiția locală reține ca loc de origine al bisericii de lemn din Hărcana localitatea Poșaga de Sus. Transportată cu mocanița de la Poșaga la Turda, apoi cu carele cu boi, biserica este refăcută în anul 1955 la Hărcana sub conducerea meșterului Puf Ilie, cel care a construit în 1928 și 1936 și cele două biserici de lemn din Poșaga de Jos, biserici ce le-au înlocuit pe cele vechi.
La o verificare mai atentă a documentelor și lucrărilor de specialitate publicate – dedicate bisericilor de lemn din zona munților Apuseni aflăm că de fapt, locul de origine a bisericii de lemn din Hărcana nu este Poșaga de Sus ci localitatea învecinată, Poșaga de Jos. Despre Poșaga de Sus se știe că folosește împreună cu cătunul Belioara (în prezent înglobat în localitatea Poșaga de Sus) aceeași biserică ridicată la sfârșitul secolului al XVIII-lea.
De altfel, istoricul bisericii din Hărcana, întocmit în anul 1972 menționează ca loc de aducere a bisericii satul Poșaga, fără a se preciza exact dacă este vorba de Poșaga de Sus sau de Poșaga de Jos. În ceea ce privește bisericile de lemn din Poșaga de Jos aflăm că la începutul secolului al XX-lea, în această localitate se aflau două biserici de lemn, una din secolul al XVIII-lea și alta din anul 1828.
Cele două biserici au fost surprinse în două schițe, publicate de către cercetătorul maghiar Téglás István în revista Művészet din anul 1904. Lăcașul mai bătrân (cel al ortodocșilor) a fost strămutat în localitatea săt-măreană Lazuri, după ce un alt lăcaș, tot din lemn i-a luat locul.
În situațiile Comisiunii Monumentelor Istorice – secția pentru Transilvania, pe anii 1926-1928, printre bisericile care primesc acordul de demolare pe motiv că deveniseră neîncăpătoare sau se aflau în stare de ruinare se numără și cea de-a doua biserică de lemn din Poșaga de Jos (cea a greco-catolicilor).
Din Șematismul Veneratul Cler al Archidiecesei Metropolitane Greco-Catolice Române de Alba-Iulia și Făgăraș pre anul 1900 aflăm că la începul secolului XIX în Poșaga de Jos au funcționat ca preoți Vasile Popa acestuia urmându-i Vasilie Pintea care slujea pe la anul 1842. În timpul păstoriri acestora probabil a fost construită (în 1828) și biserica strămutată la Hărcana.
Biserica a fost surprinsă într-o fotografie în anul 1935, menționată de cercetătoarea Ioana Cristache-Panait. Prin intermediul acestei fotografii i-au putut fi remarcate armonia proporțiilor, farmecul acoperișului cu pante abrupte, coborât la absidă și a clopotniței cu foișor și fleșa înaltă (în fotografie se poate citi forma planului: dreptunghiular, cu absida decroșată, poligonală cu cinci laturi). A fost strămutată lângă Turda, la Hărcana, în urma acestui proces suferind transformări importante.
Cu toate acestea, prin HCM 1160/1955 se declară monument istoric poziția 928, o biserică de lemn din Poșaga de Jos. Putem presupune că este vorba despre biserica strămutată la Hărcana în anul 1955 căci aceasta este considerată în inventarul din 1972 drept un bun de valoare tocmai datorită vechii ei. La acea dată în parohia Hărcana nu mai sunt consemnate alte bunuri care să aibă o valoare istorică sau documentară.
Sub aspect administrativ, după cel de-al doilea război mondial, filia Hărcana a ținut până în anul 1960 de parohia ortodoxă Ploșcoș iar ulterior, în urma desființării acestei parohii a fost afiliată parohiei Turda Poiana, de care ținea și în anul 1972. Dintre preoții care au slujit în Hărcana se pot aminti: Aștilean Grigore, preotul Radu, Gligor Gheorghe și preotul Iepure precum și preotul Hânza Ioan de la parohia Turda Poiana iar mai recent preotul Ioan Vălean, Ioan Bocoș sau preotul Octavian Mesaroșiu.

## Trăsături

Biserica de lemn din Poșaga de Jos a greco-catolicilor, strămutată în anul 1955 la Hărcana – schița publicată în revista Művészet, 1904.

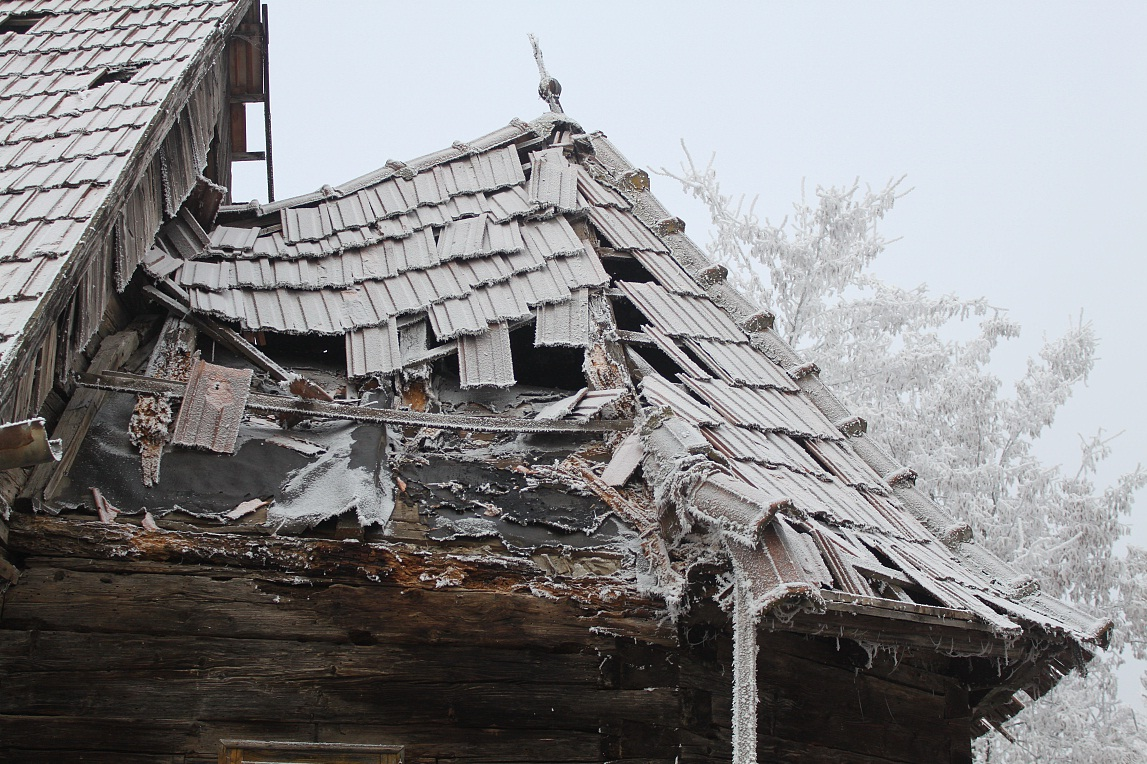
Acoperișul puternic deteriorat deasupra absidei altarului

În urma strămutării, biserica a suferit câteva modificări, printre cele mai importante ce pot fi amintite sunt renunțarea la pridvorul aflat pe latura de sud a bisericii dar și înlocuirea acoperișului de șindrilă cu unul de țiglă.
Planul descris de pereții edificiului este unul dreptunghiular prelungit în partea de răsărit cu absida altarului, decroșată, cu cinci laturi. Pe latura de sud, biserica are două intrări, la fel ca și alte biserici moțești. Prima dintre intrări conduce spre pronaosul bisericii, azi folosit ca și depozit. Pereții pronaosului acoperiți cu tencuială nefinisată și nezugrăvită delimitează un spațiu cu lungimea de aproximativ 4,56 metri și lățimea de 5,71 metri. Tavanul, din scânduri susținut de patru grinzi se află la o înălțime de 2,5 metri față de podea. Scândurile tavanului acoperite cu șipculițe paralele prinse în cuie au rămas netencuite. În spatele ușii se află scara care asigură accesul spre podul bisericii. Peretele despărțitor dintre pronaos și naos avea cândva fante susținute de către doi baluștrii simpli din lemn. În prezent aceste deschizături care cândva facilitau participarea la slujbă a celor care se aflau în pronaos, sunt acoperite. Pe acest perete despărțitor se pot vedea ultimele urme ale vechii picturi a biserici. Siluete de sfinte mucenițe se pot descifra printre praf și pânze de păienjeni pe scândurile decolorate.
Din pronaos se poate ajunge în naos prin intermediul ușii practicate în peretele ce desparte cele două încăperi. În naos se poate ajunge și prin cea de-a doua ușă care face legătura cu exteriorul. Lungimea naosului este de aproximativ 5,85 metri iar lățimea este aproape la fel ca cea din pronaos, 5,66 metri. Naosul este acoperit de o boltă semicilindrică, distanța dintre podea și mijlocul bolții fiind de aproximativ 4,36 metri. Întreaga încăpere este tencuită și văruită în culoarea albă. Pereții nu sunt decorați cu picturi dar ici colo întâlnim icoane de factură recentă. Pe latura de sud a naosului, spre altar regăsim strana cantorului încadrată de doi prapori. Un candelabru de metal are sarcina de a lumina interiorul alături de cele două ferestre, aflate amplasate pe pereții de sud și de nord, paralel. Din naos spre absida altarului accesul se face prin cele trei spații consacrate: două uși diaconești și ușile împărătești, înlocuite în acest caz de perdele.
Absida altarului, decroșată, are lățimea de 4,65 metri iar adâncimea (lungimea) de 3,38 metri. Pereți paraleli ai absidei, prin care aceasta este legată de restul edificiului au o lungime de 2,14 metri și sunt continuați cu alte două segmente care îngustează lățimea absidei. Aceste laturi au aproximativ 1,87 metri și sunt simetrice. Forma pentagonală este închisă de un perete palalel cu intrările în absida altarului. Altarul este acoperit de o boltă semicilindrică, mai mică și mai îngustă decât cea care acoperă naosul, înălțimea acesteia fiind de 3,99 metri iar lățimea fiind la fel ca și cea a absidei: 4,65 metri. Bolta care acoperă altarul este închisă în partea de răsărit cu un timpan drept, restul, în secțiunea ce se îngustează a absidei altarului fiind acoperită de un tavan drept. Încăperea este luminată de cele două ferestre amplasate una pe latura de sud iar cea de-a doua pe latura de est a absidei.
Biserica este acoperită în prezent de un acoperiș din țiglă, unitar peste pronaos și naos și un pic mai coborât peste altar, structura acoperișului în această secțiune aflându-se într-o stare foarte proastă. Greutatea prea mare a țiglelor ceramice, lemnul acoperișului afectat de umezeală au dus la prădușirea aproape în totalitate a părții de acoperiș de deasupra altarului. În partea de vest a bisericii, deasupra pronaosului se află amplasat turnul clopotniță, a cărei înălțime, măsurată de la plafonul ce acoperă pronaosul este de aproximativ 7,8 metri. Străpungând acoperișul, turnul este acoperit cu șiță și are galerie deschisă. Coiful tunului, relativ scurt, este acoperit cu tablă și se termină cu o cruce simplă. Aceeași cruce se regăsește și în partea de răsărit a coamei acoperișului deasupra naosului precum și pe coama acoperișului altarului.

## Imagini din exterior

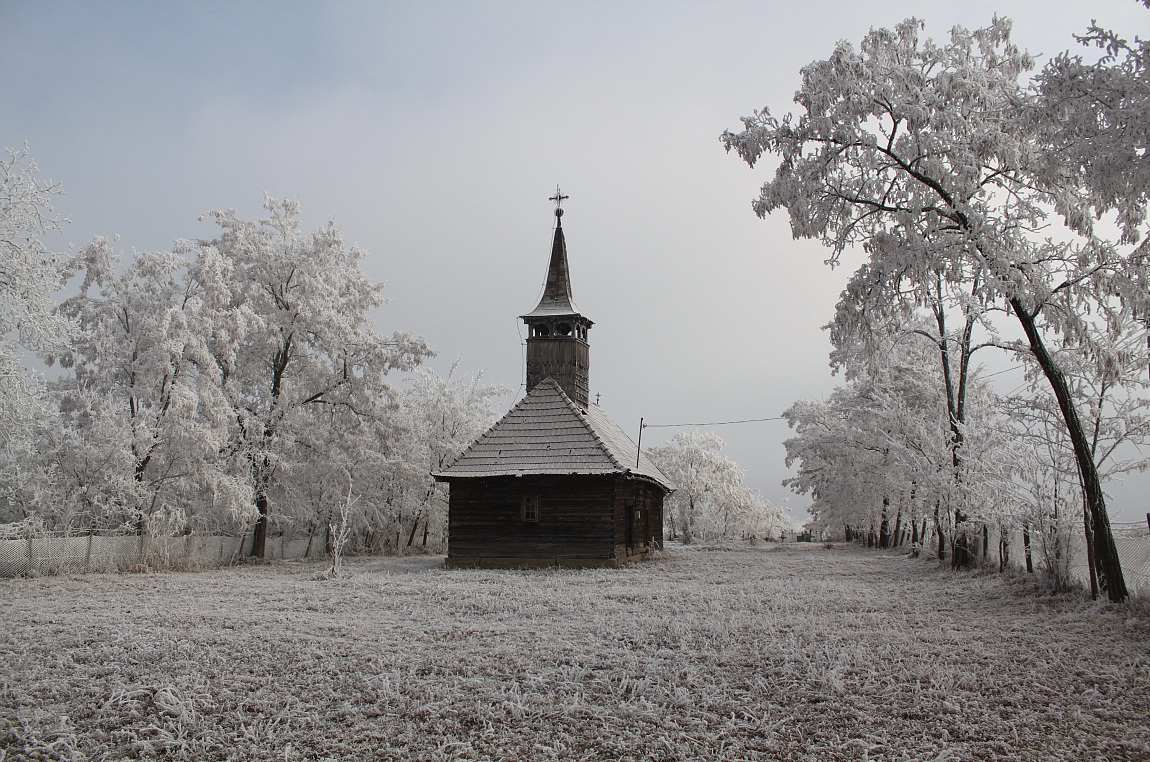
Vedere de ansamblu
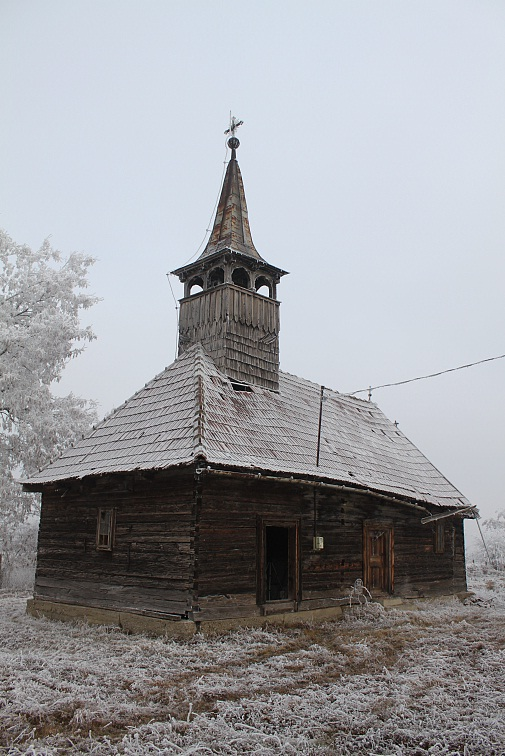
Vedere din sud-vest
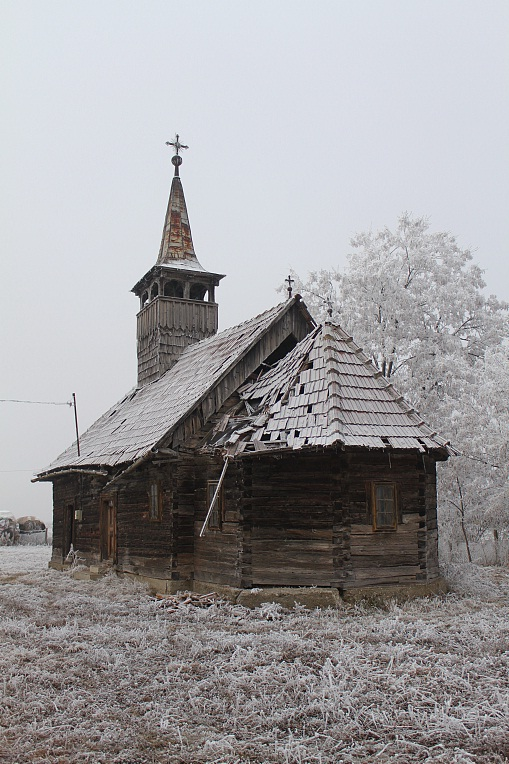
Vedere din sud-est
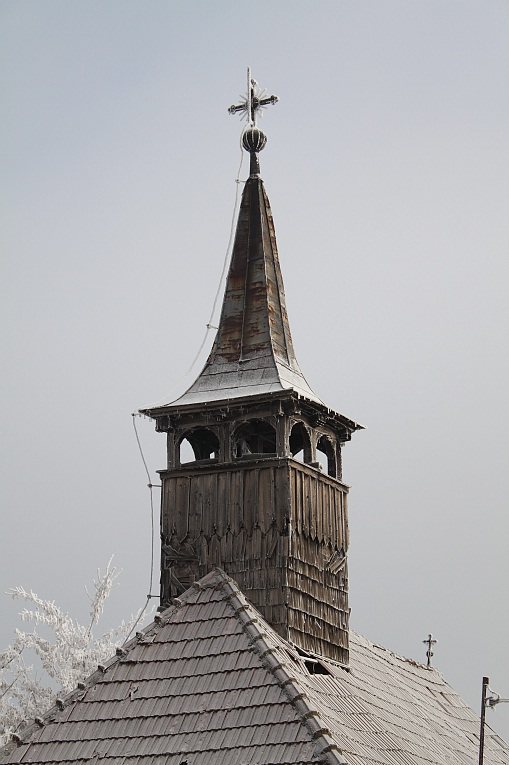
Turnul bisericii
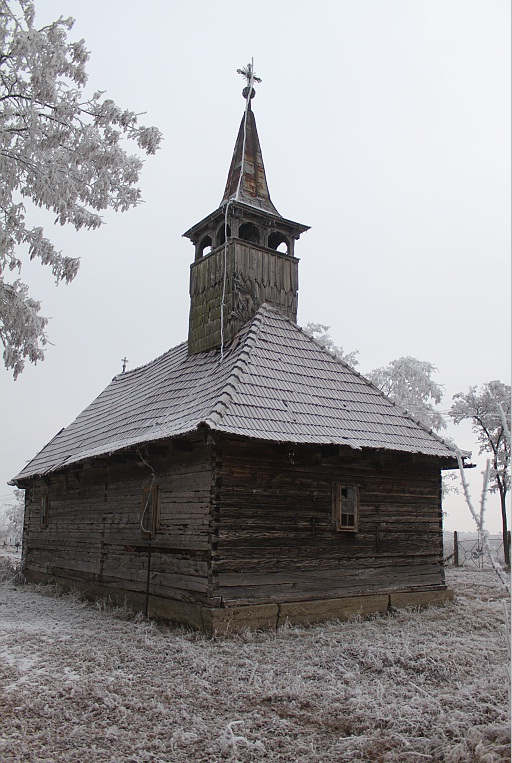
Vedere din nord-vest
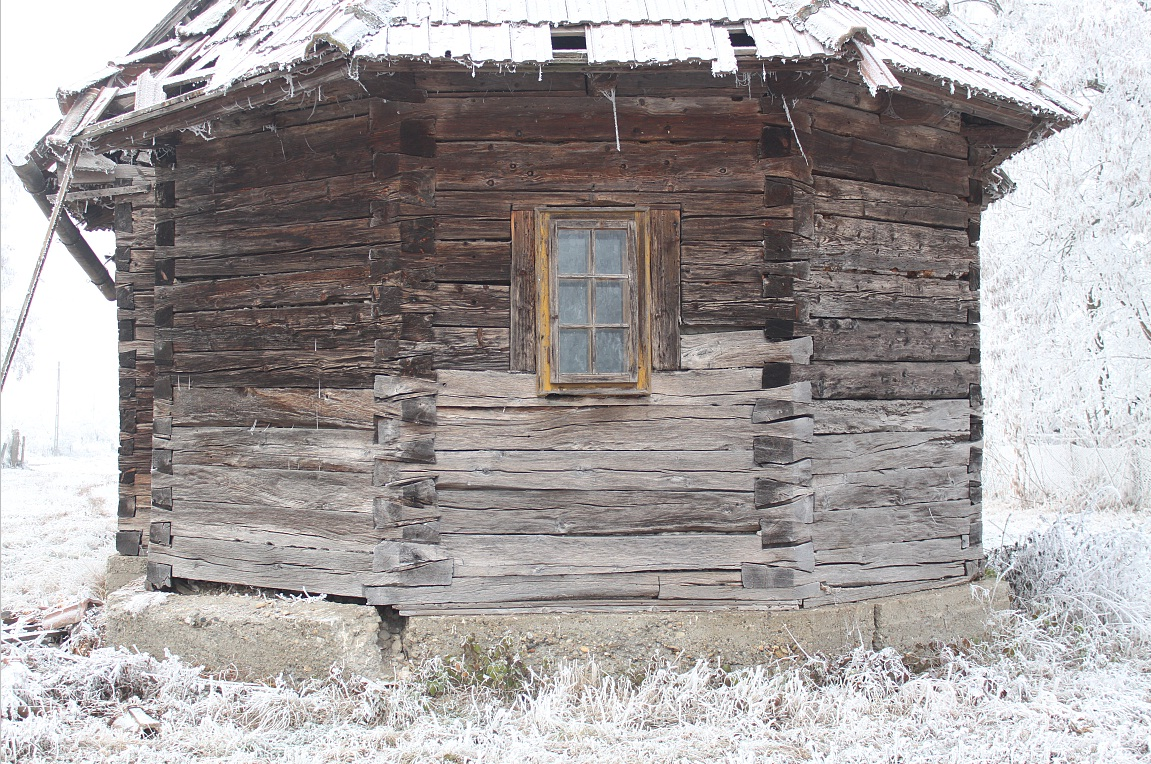
Absida altarului
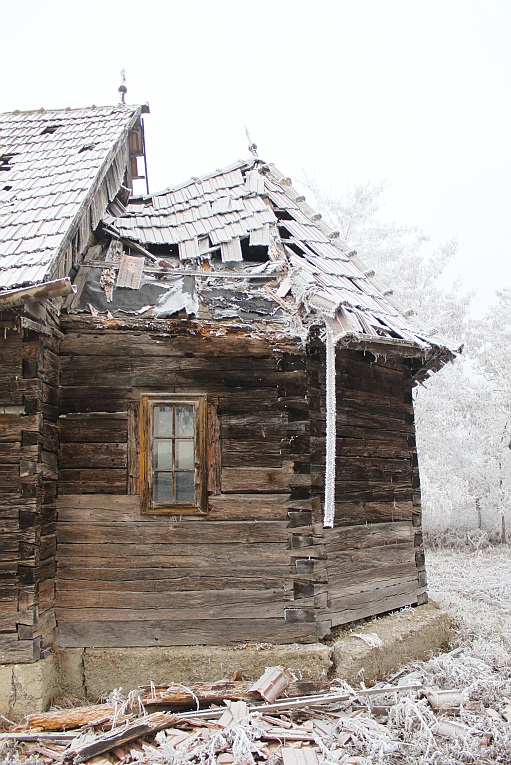
Vedere laterală a absidei altarului
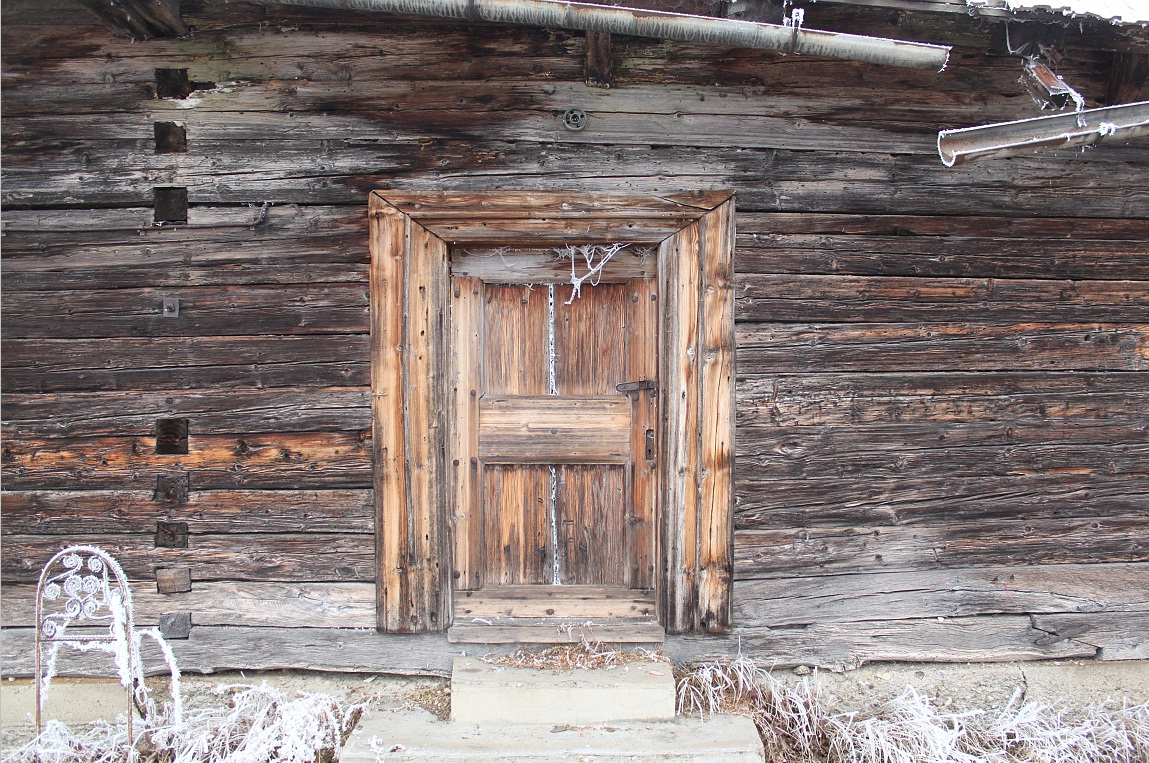
Ușa exterioară naos
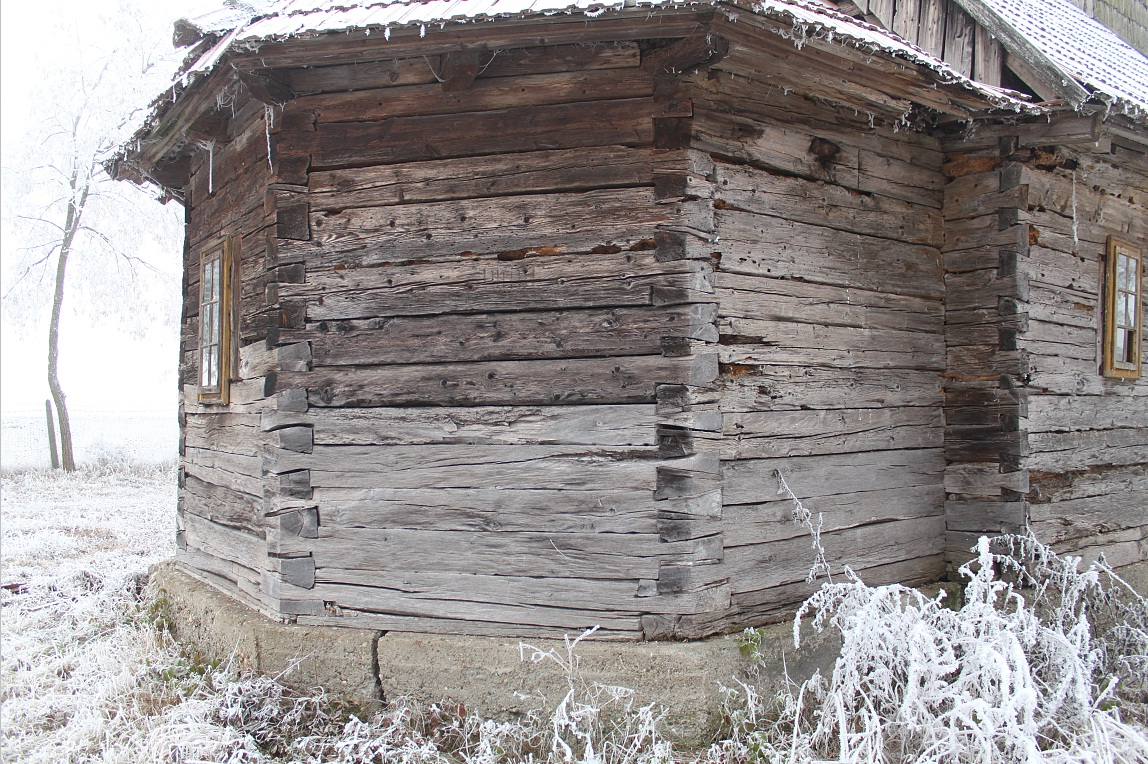
Decroșul altarului
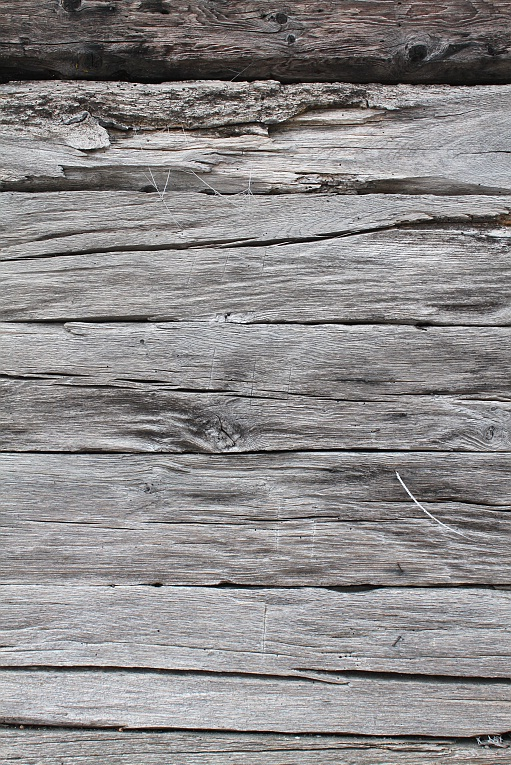
Semne de mutare
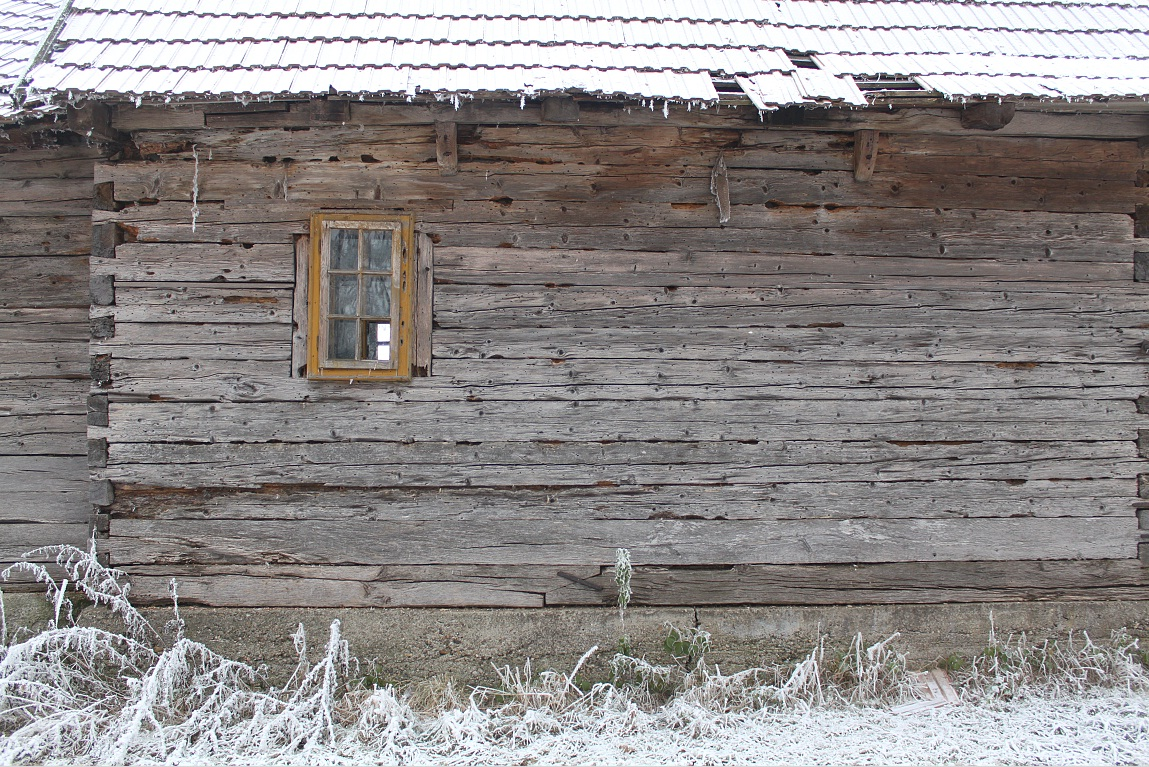
Peretele de nord al bisericii
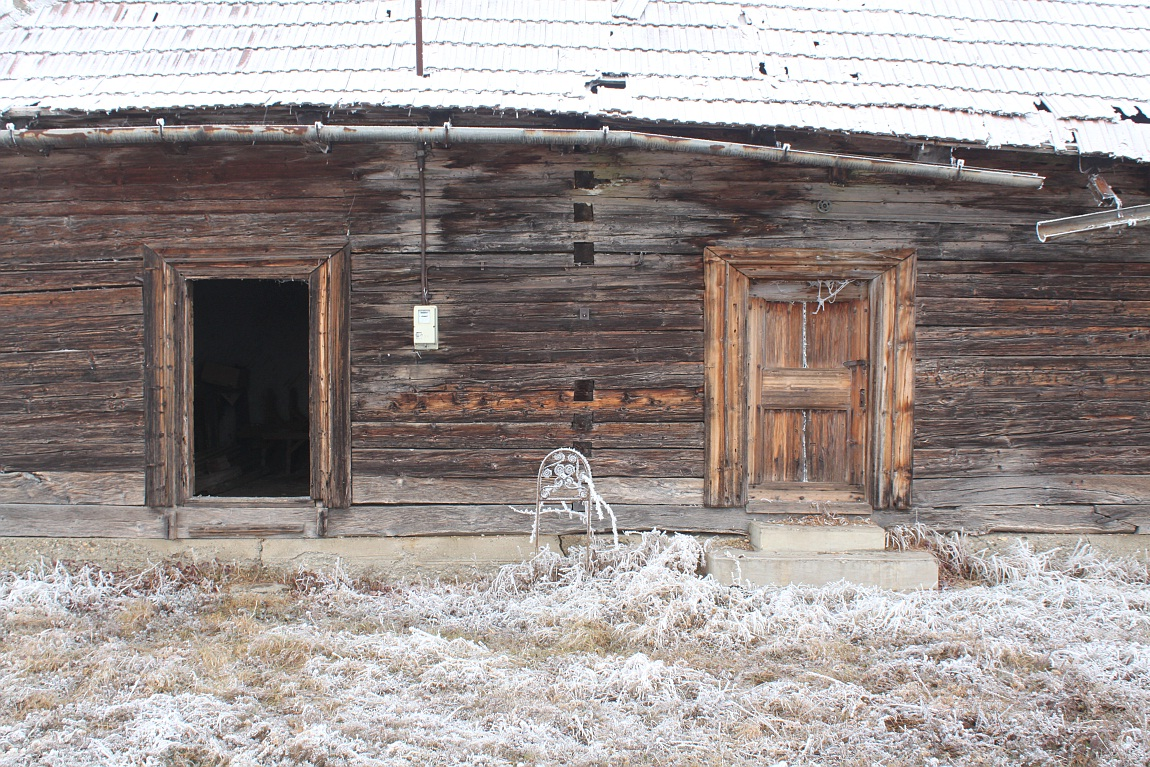
Cele două uși pe latura de sud
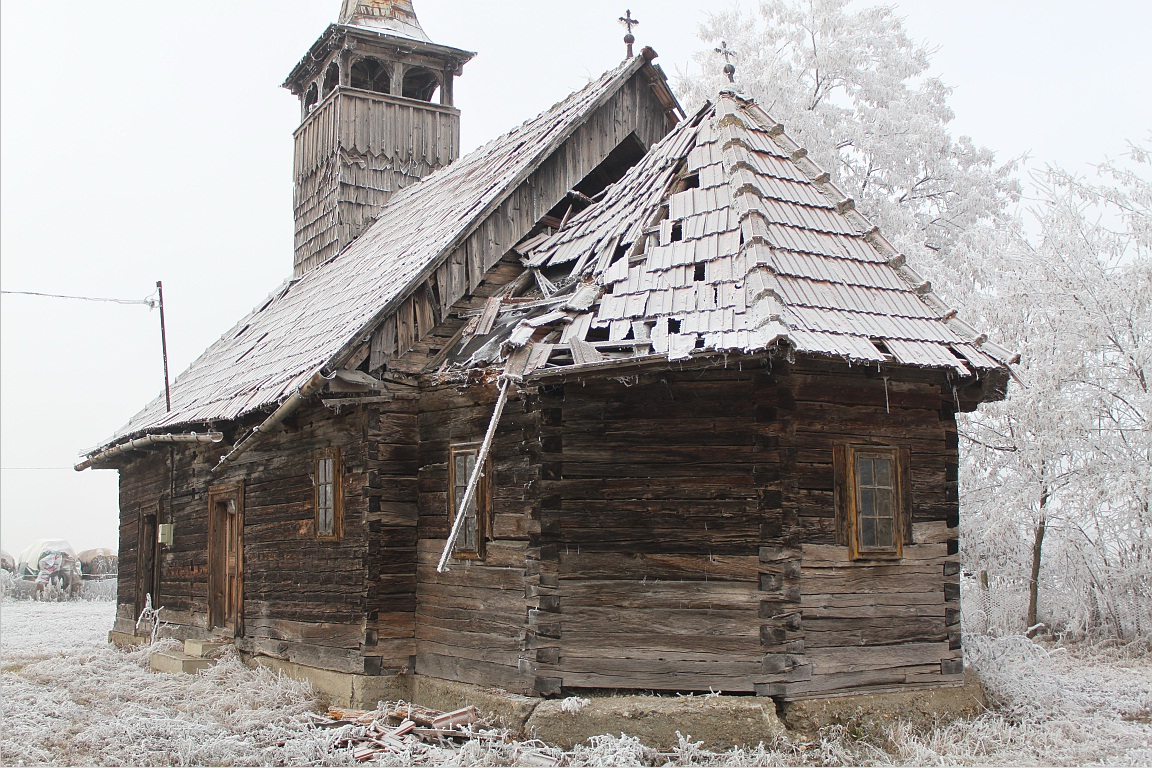
Butea bisericii
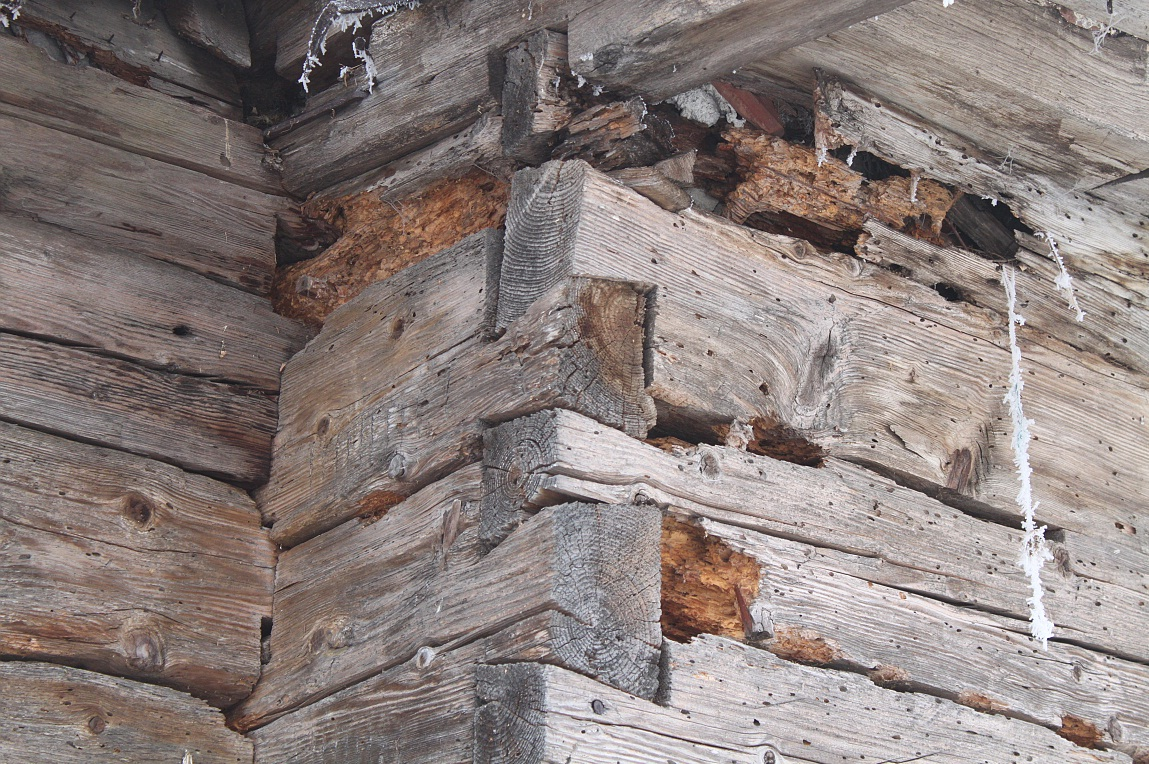
Detaliu, deteriorarea peretelui de nord
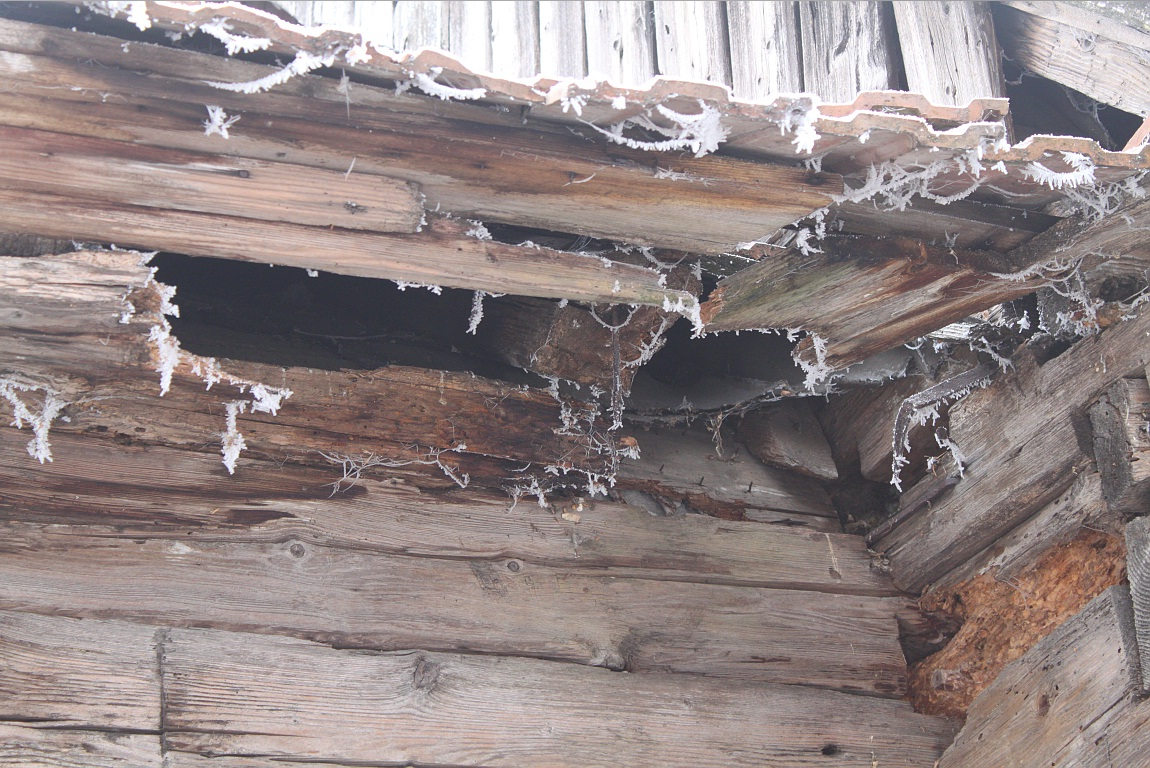
Streașina acoperișului deteriorată
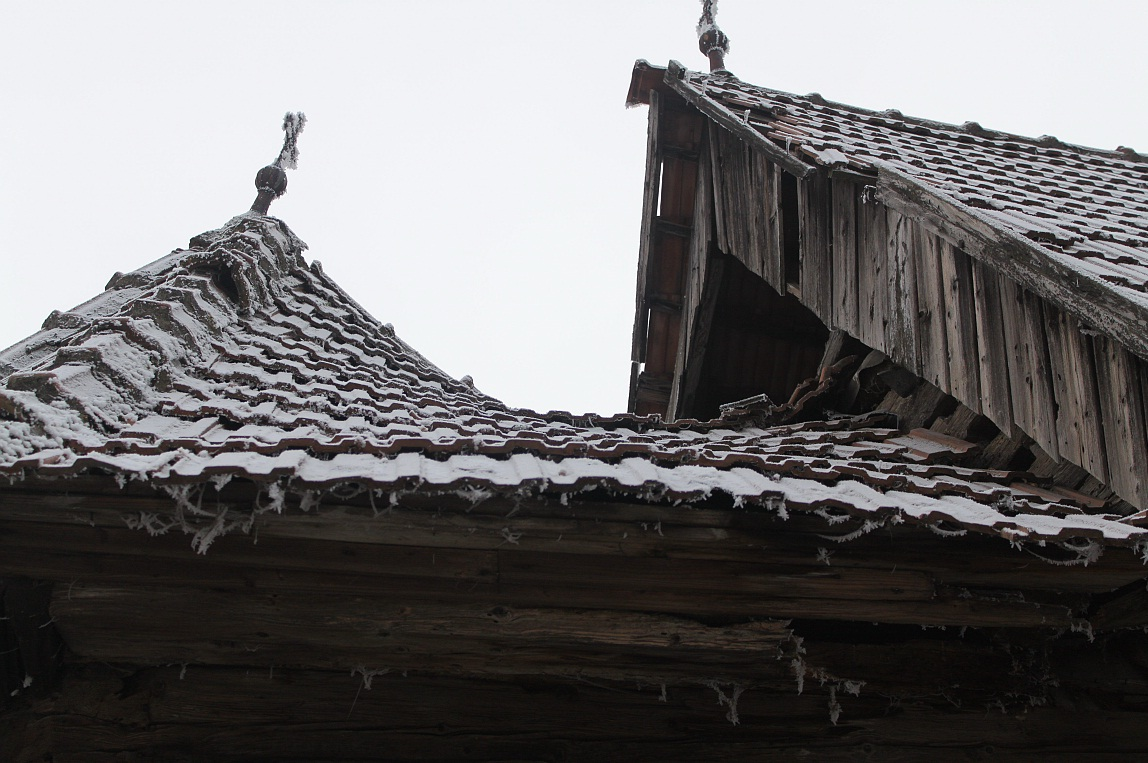
Acoperișul altarului căzut
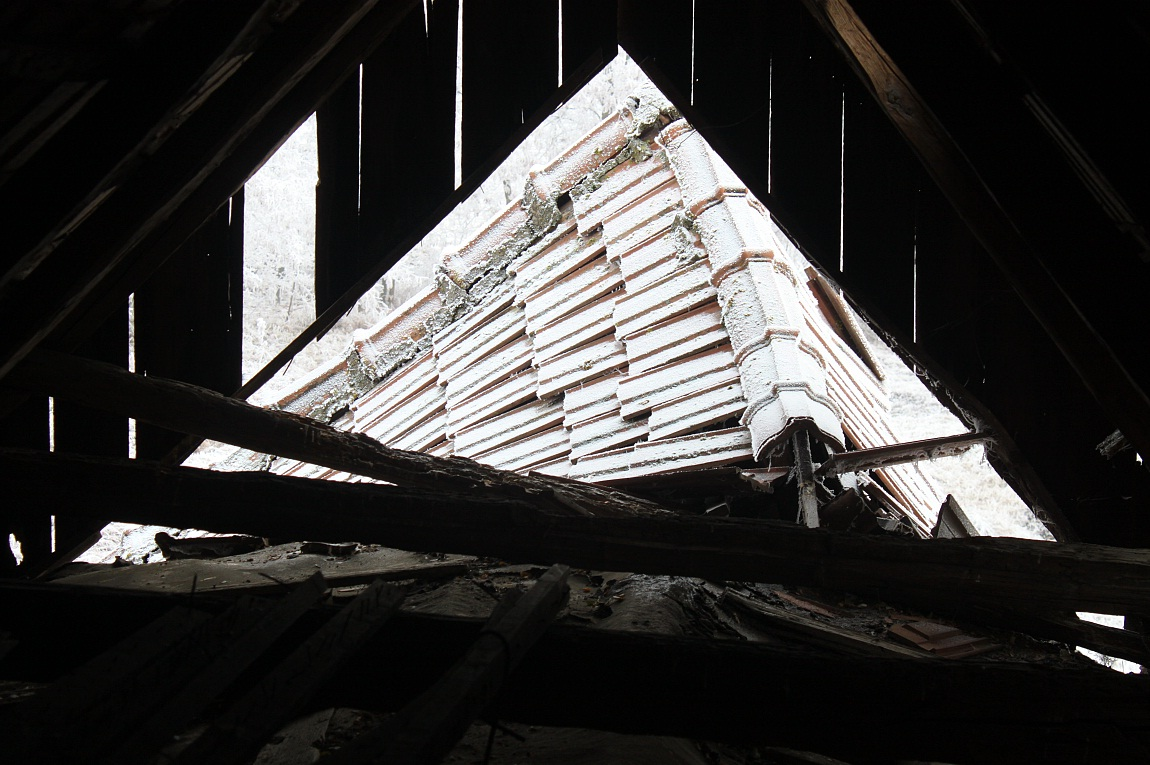
Acoperișul absidei văzut din podul bisericii
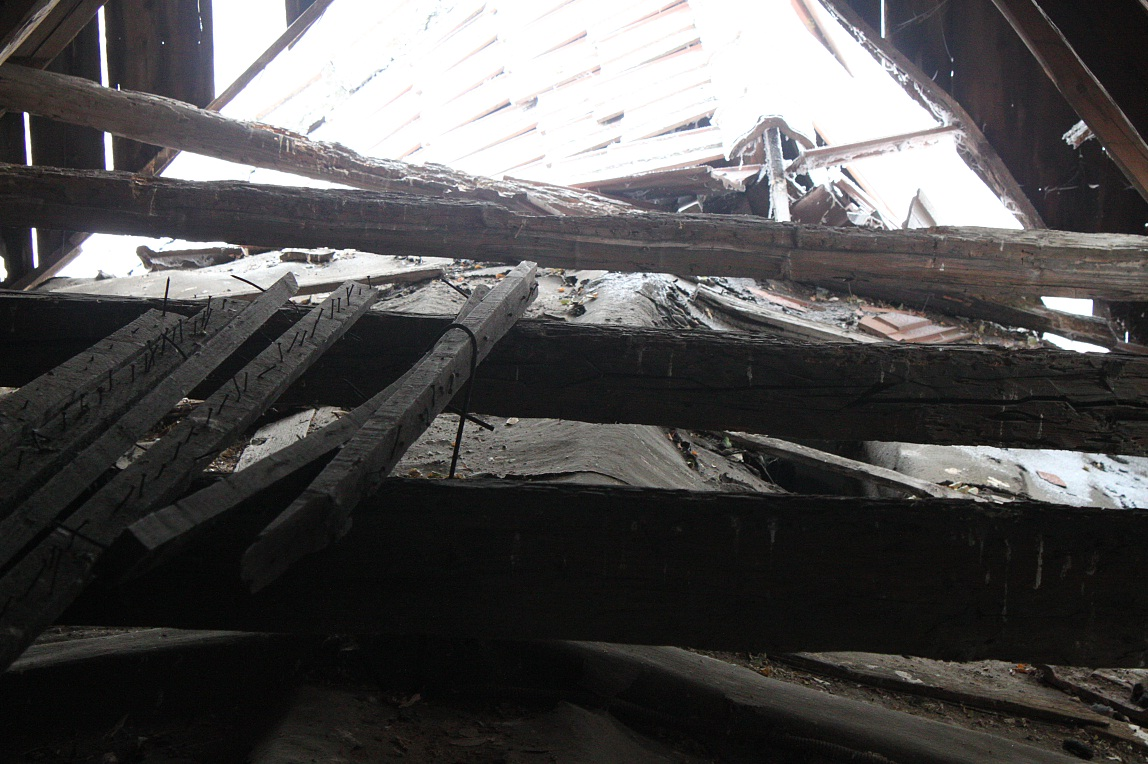
Lemne picate pe bolta naosului
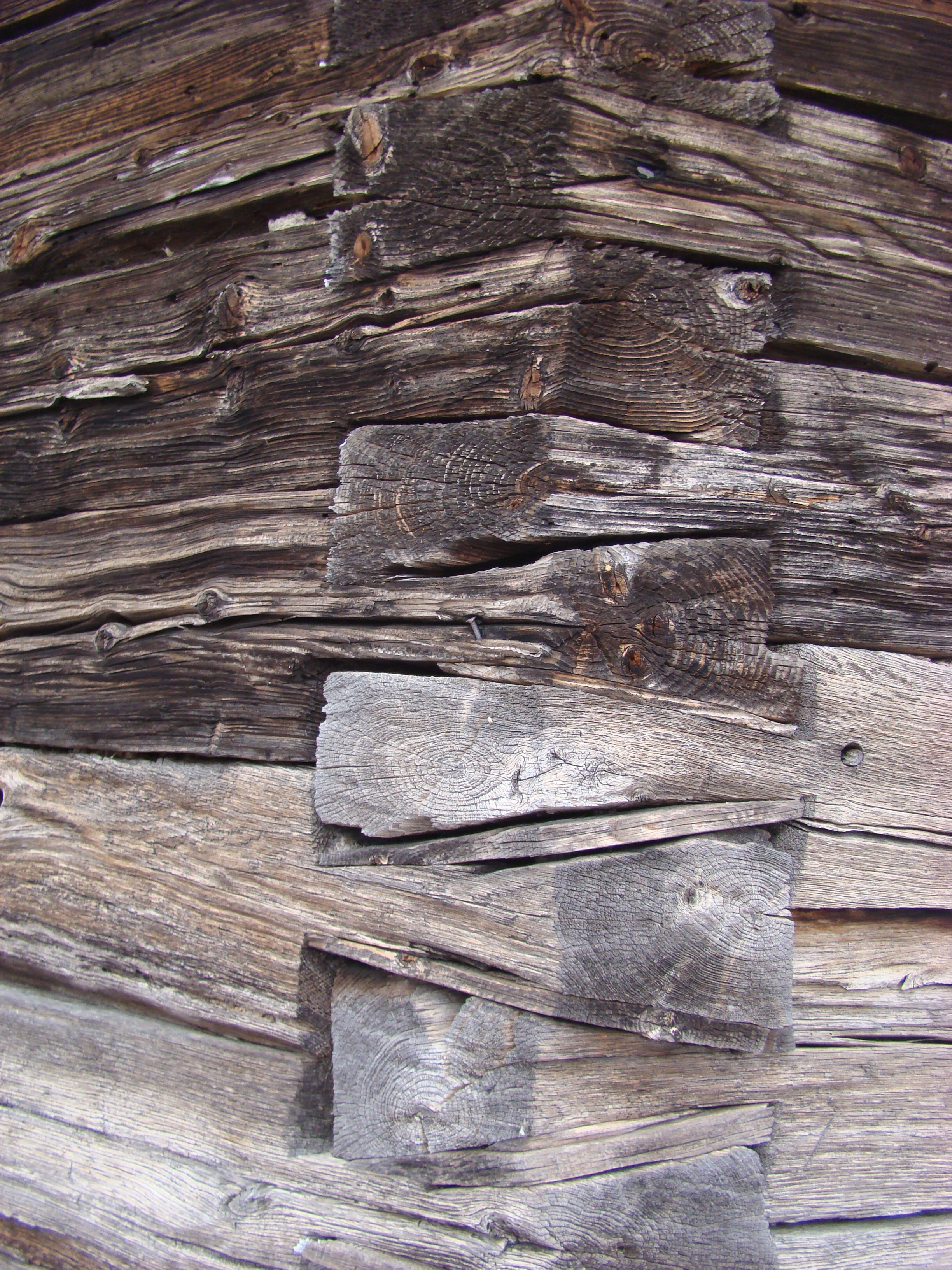
Îmbinare
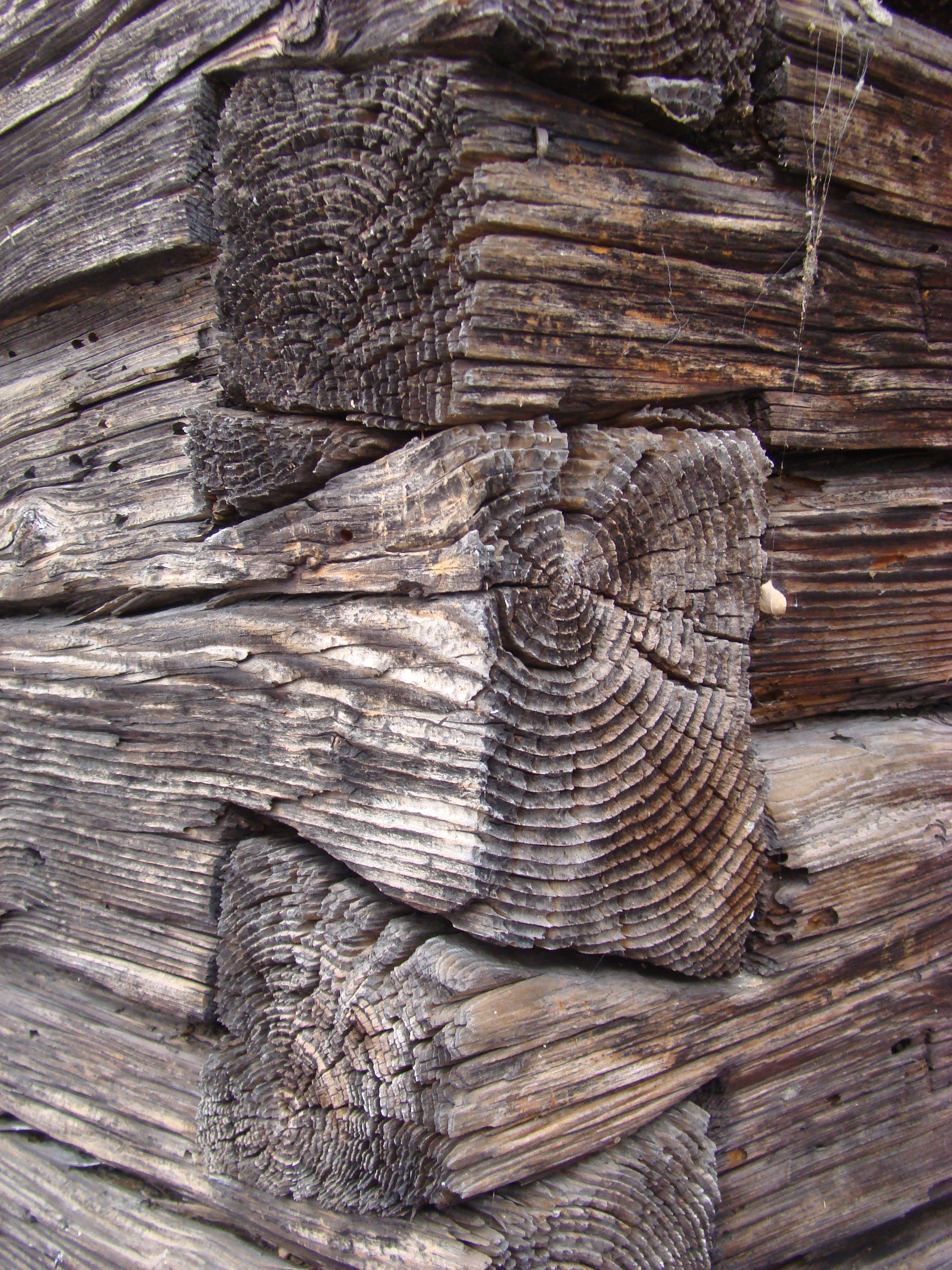
Îmbinare
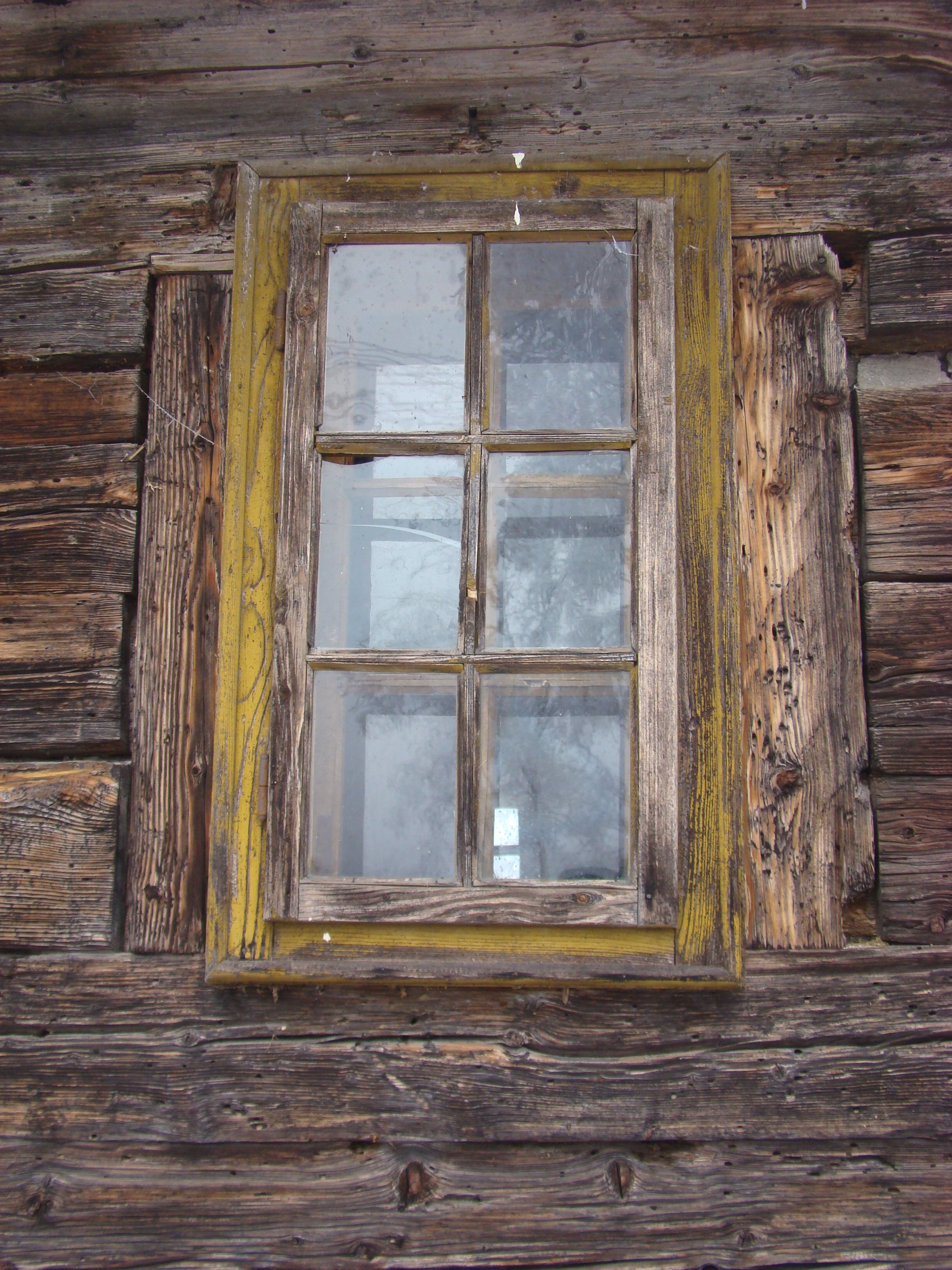
Fereastră
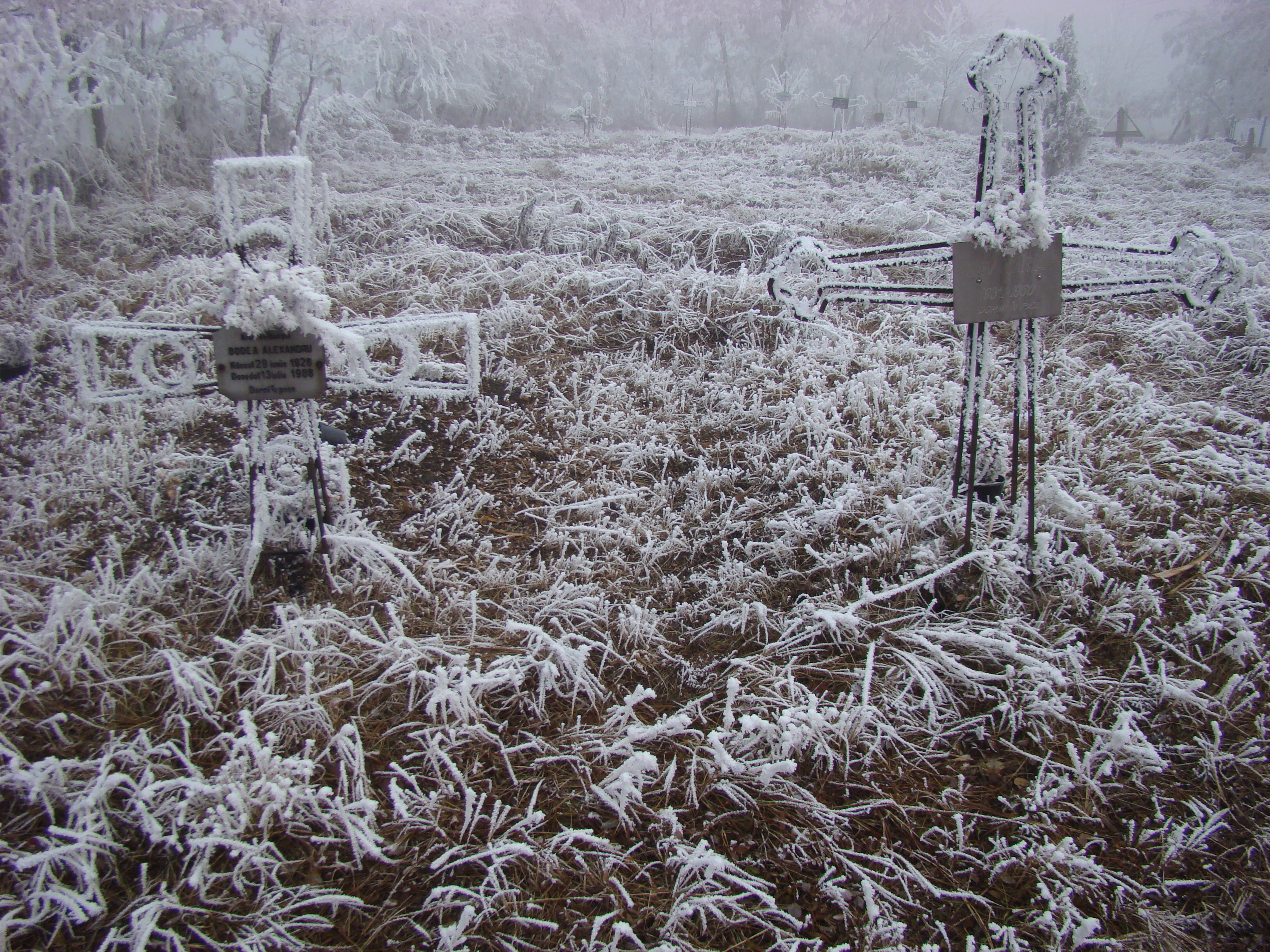
Cruci în cimitir
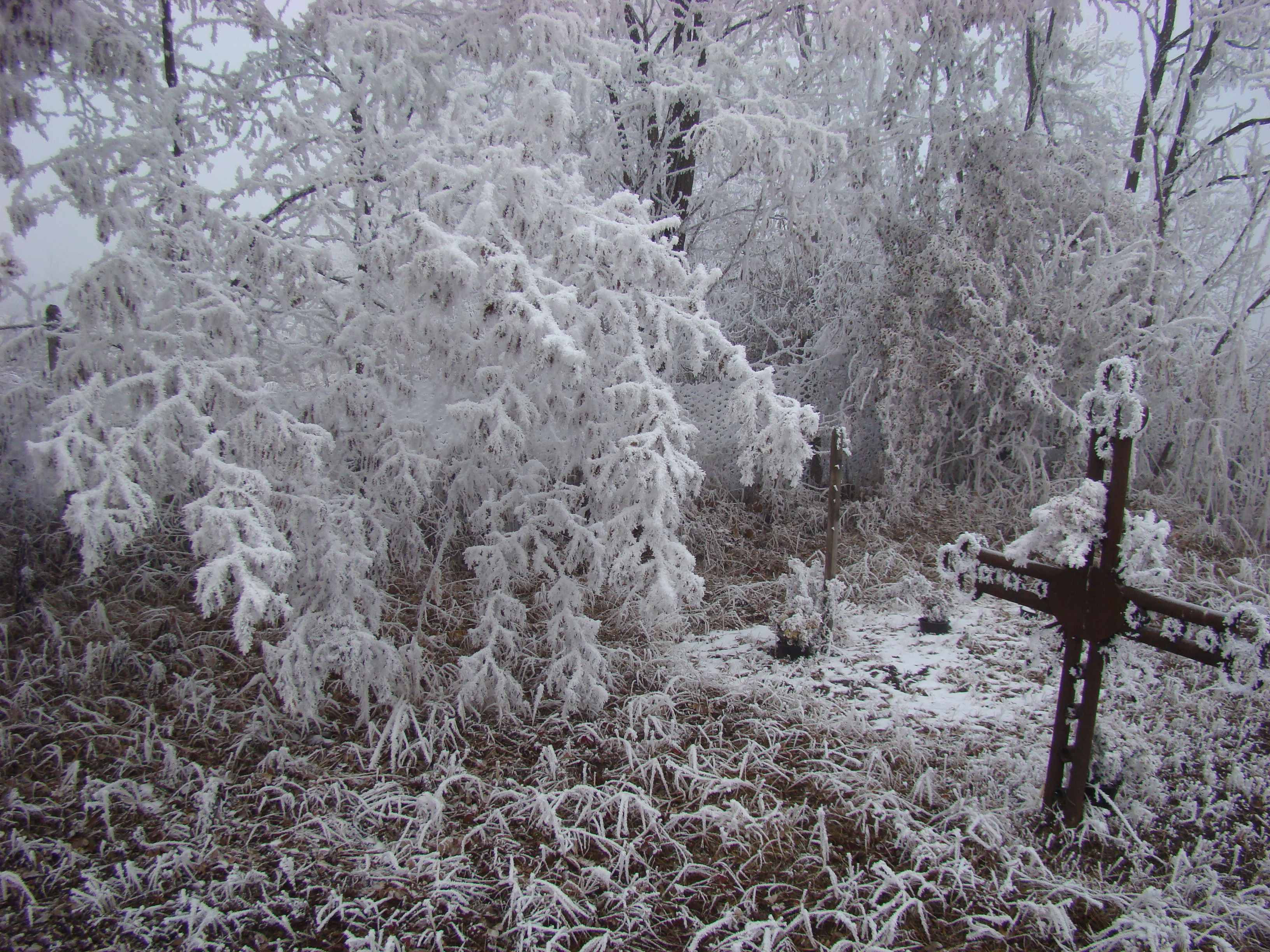
Cruci în cimitir
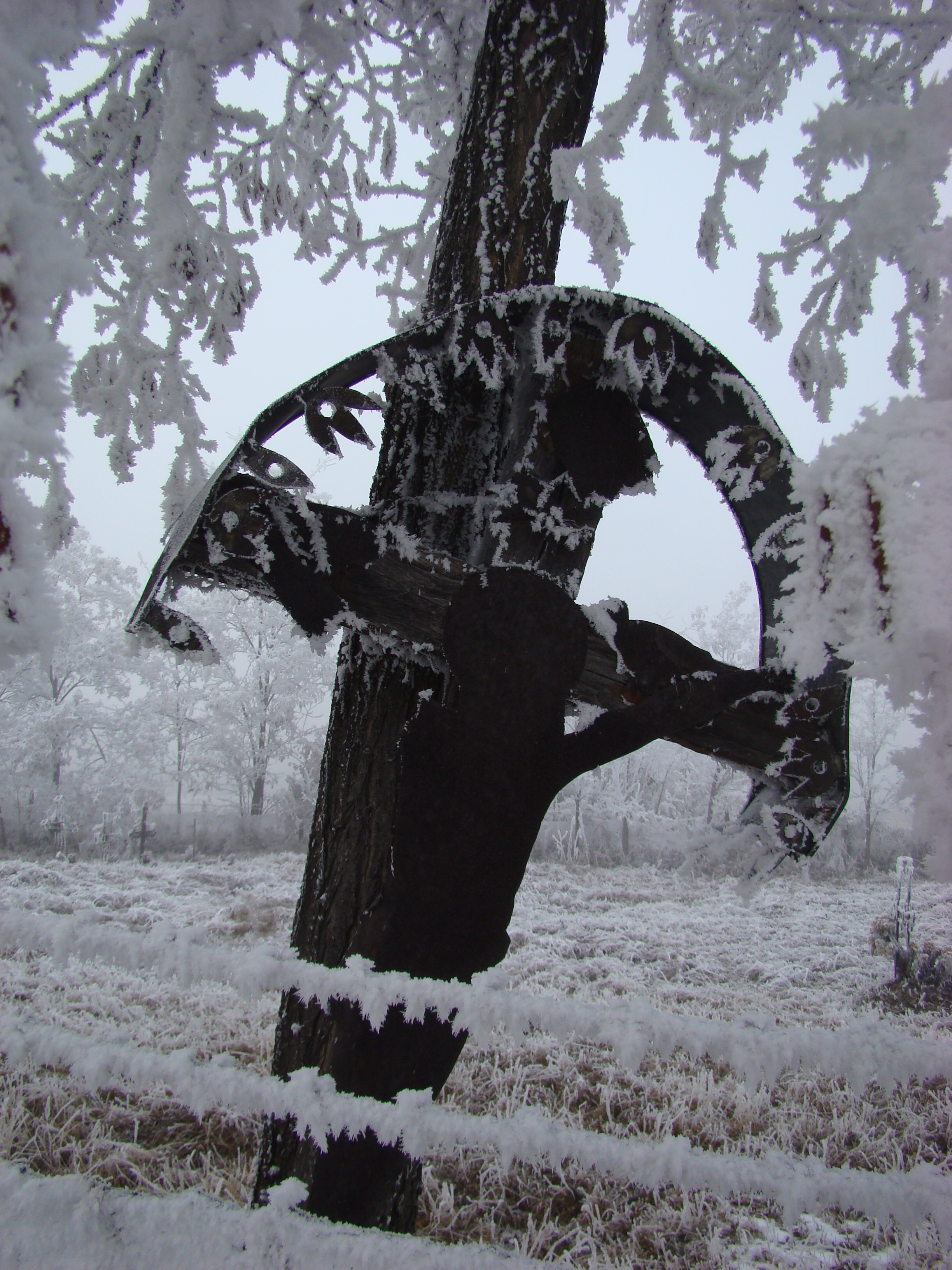
Răstignire

## Imagini din interior

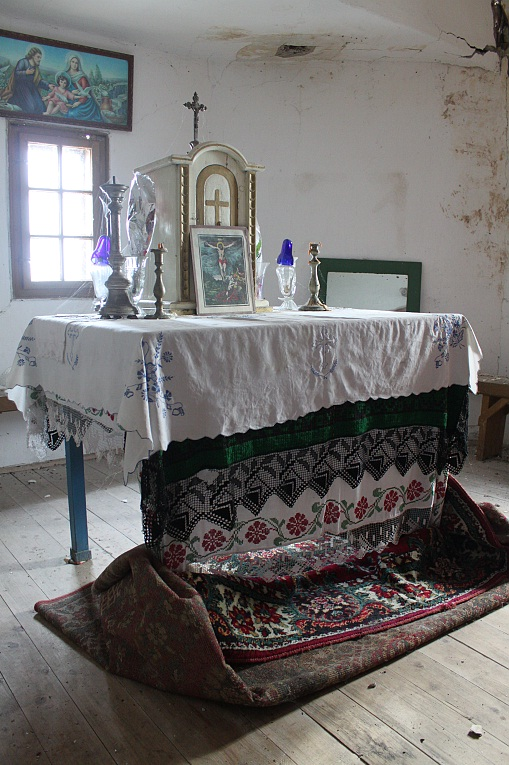
Masa altarului
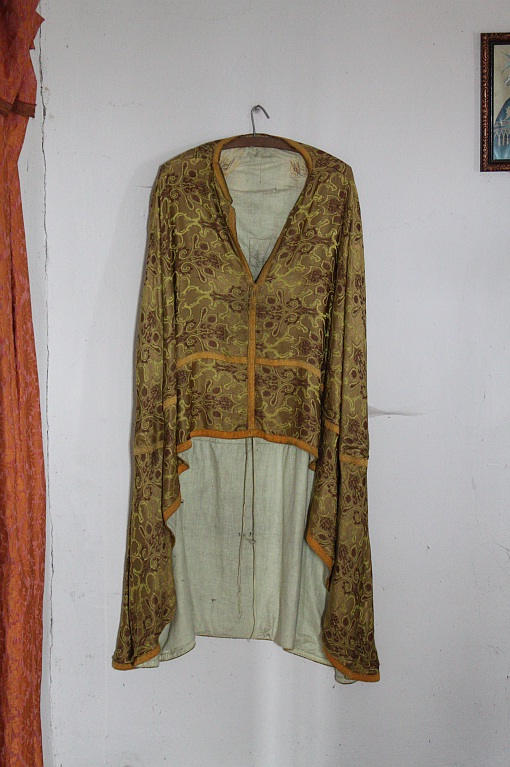
Haine preoțești - felon
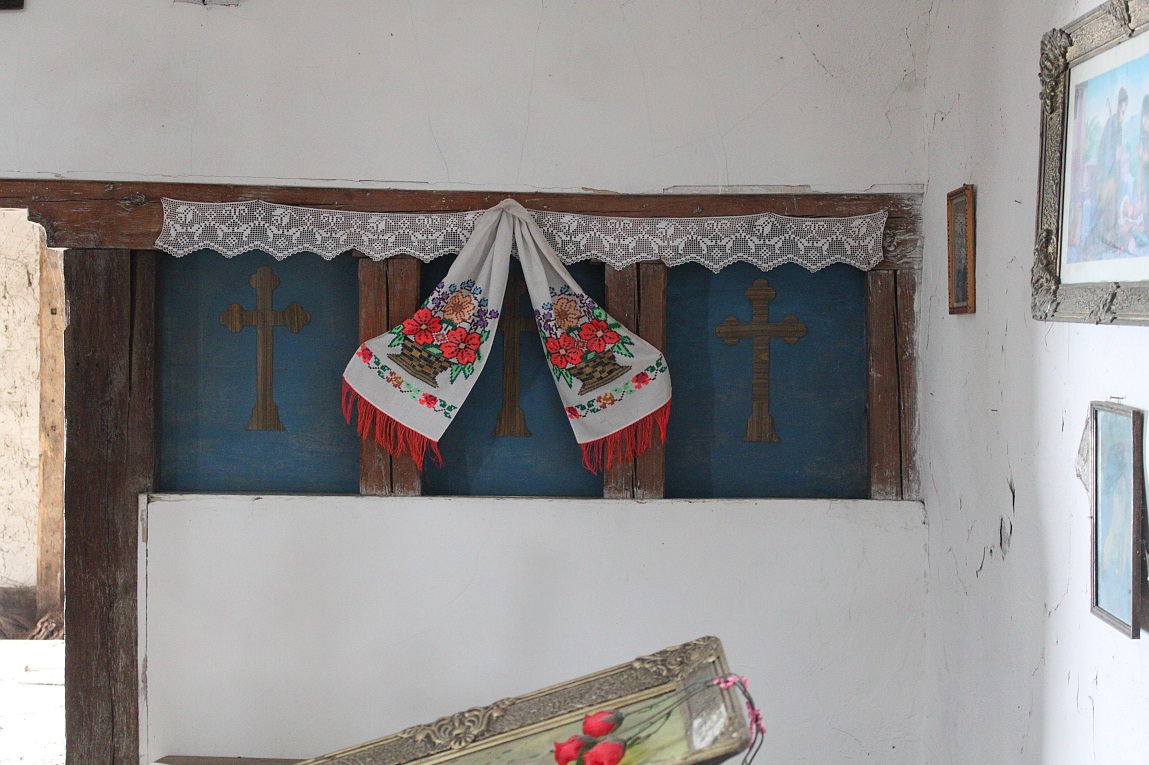
Peretele despărțitor
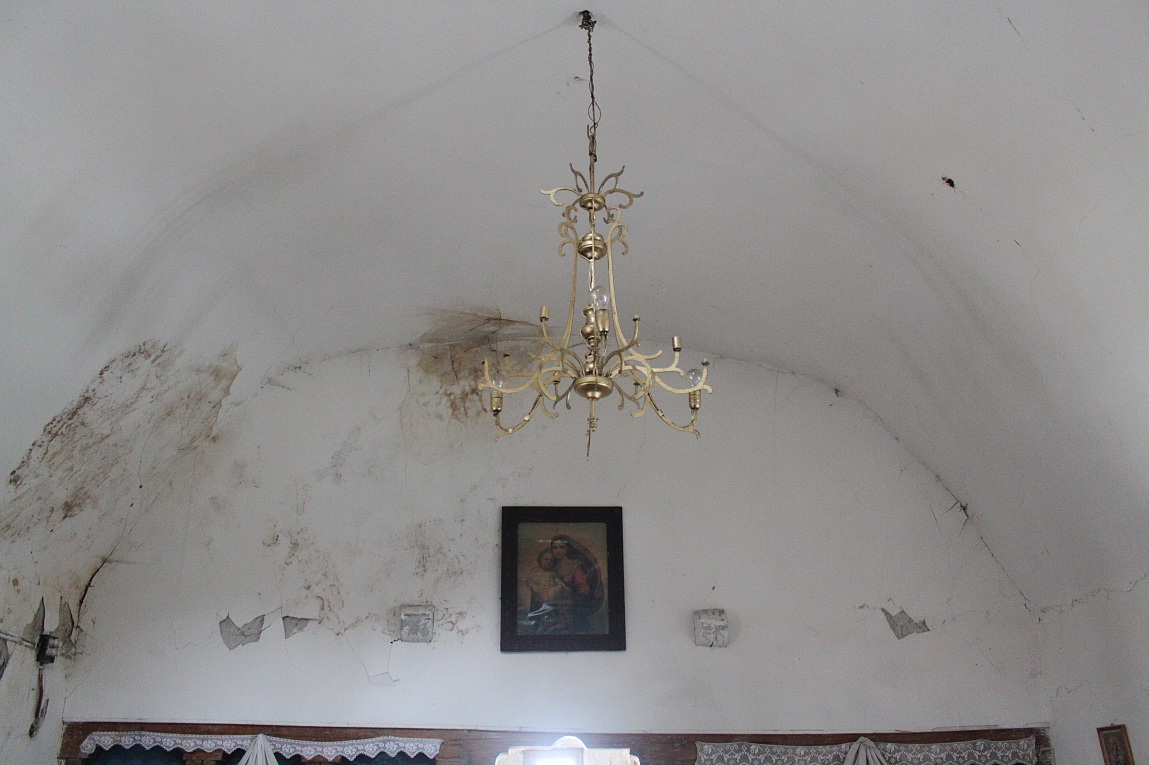
Partea vestică a bolții naosului
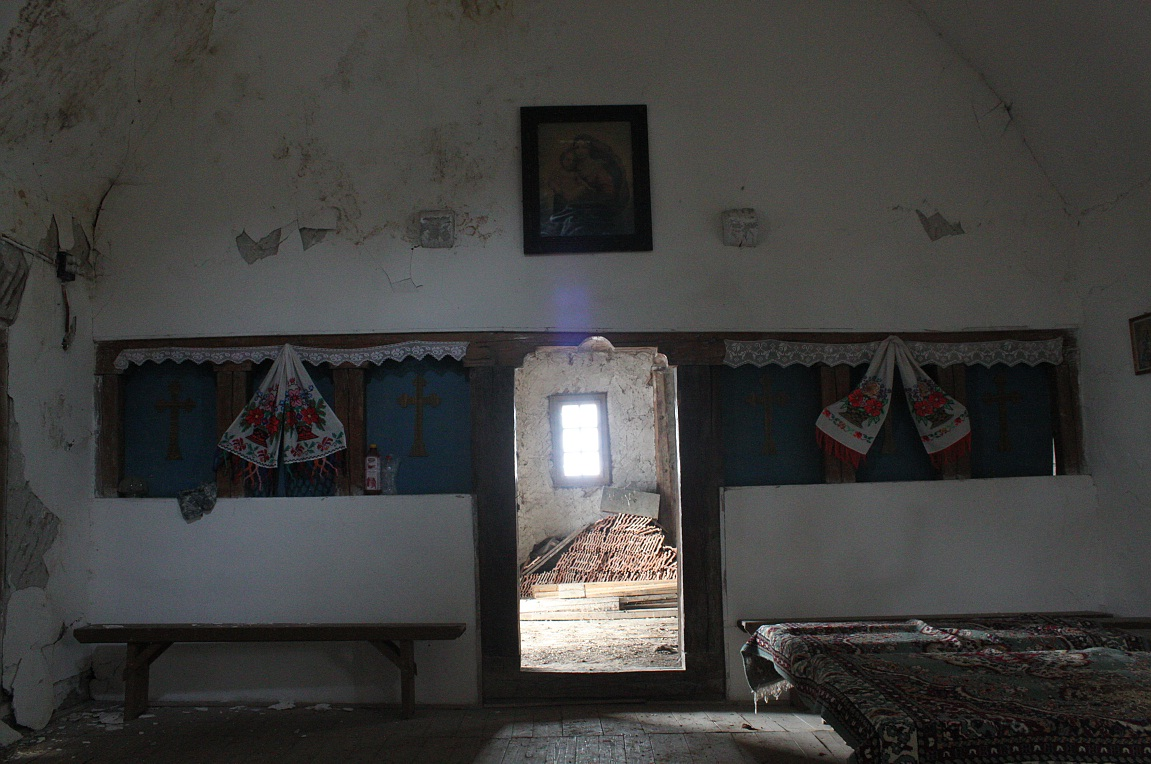
Trecerea spre pronaos
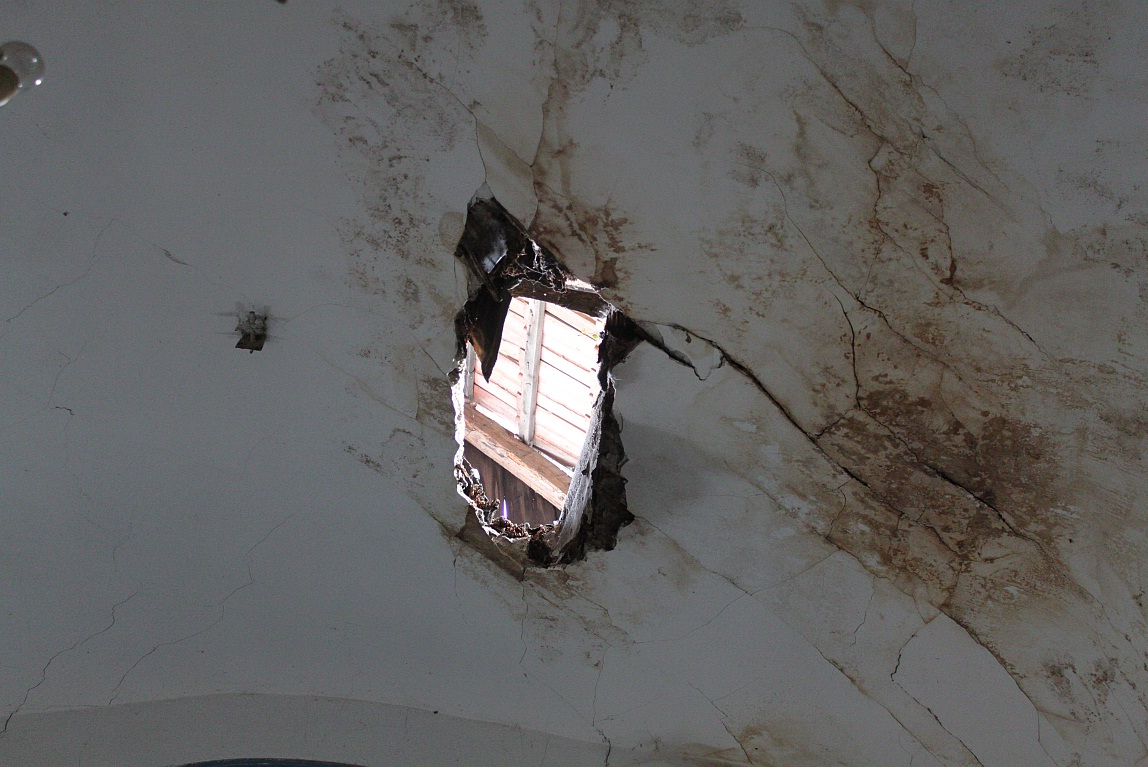
Gaură în bolta naosului
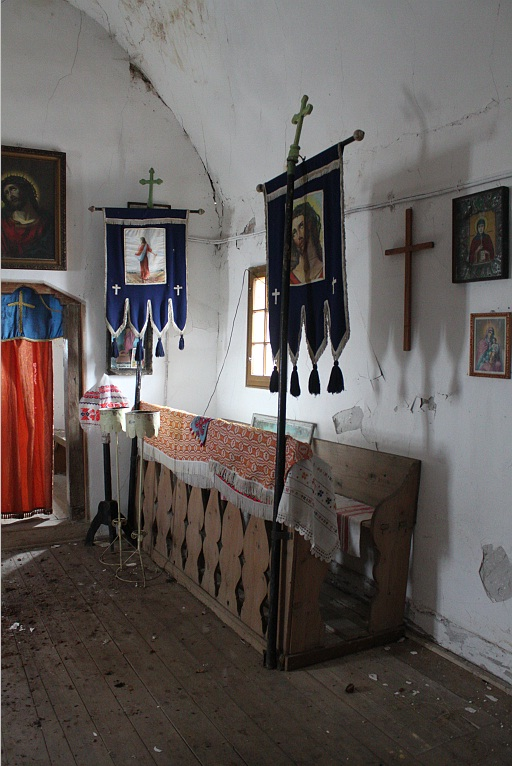
Strana cantorilor
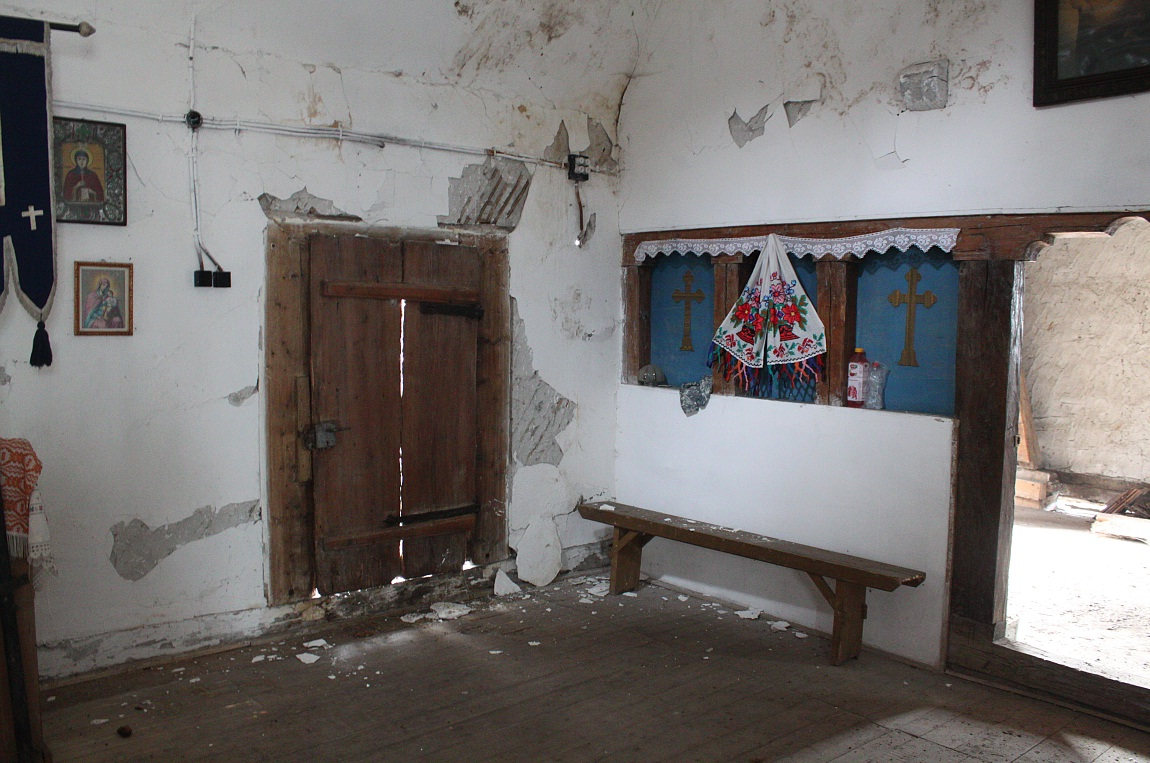
Ușa din naos spre exterior
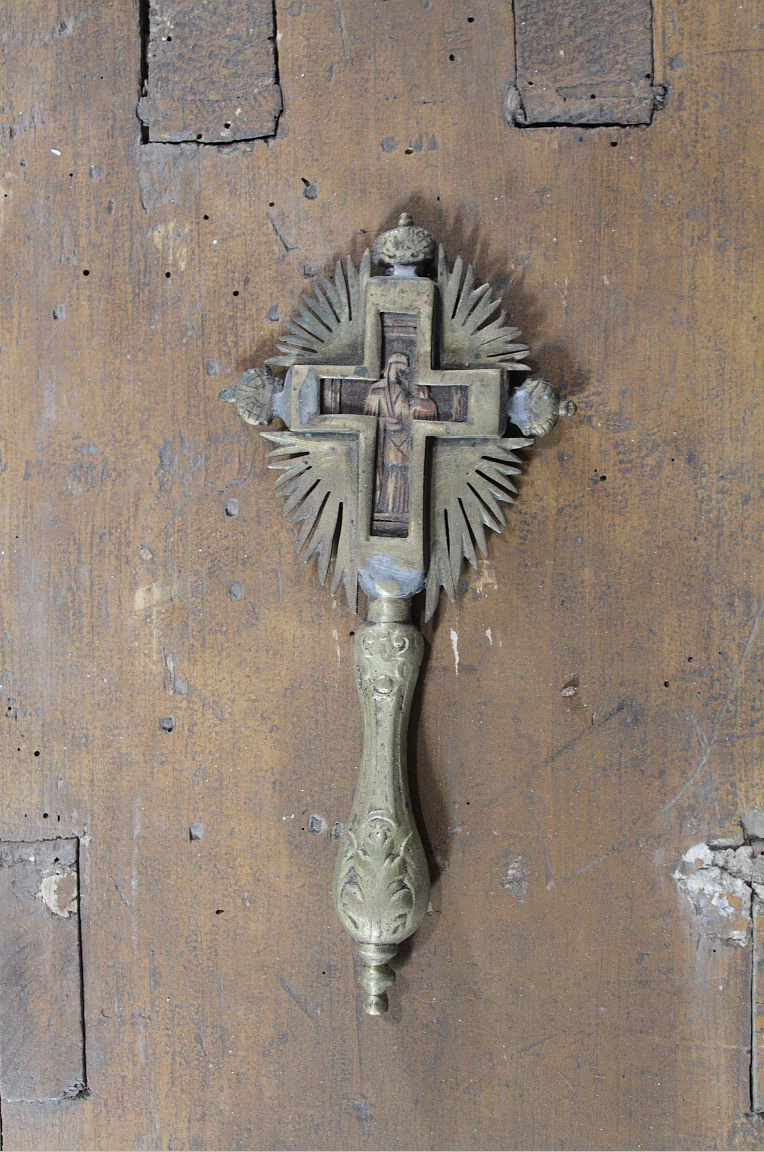
Cruce de mână
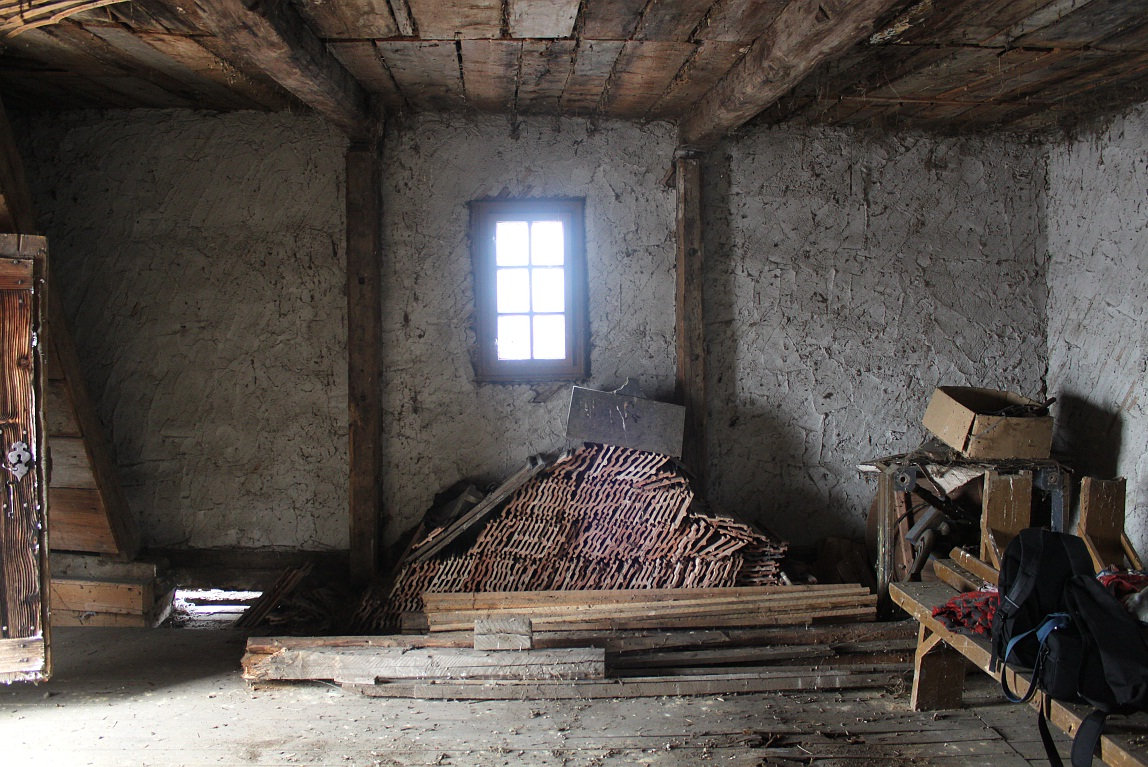
Peretele de vest al pronaosului
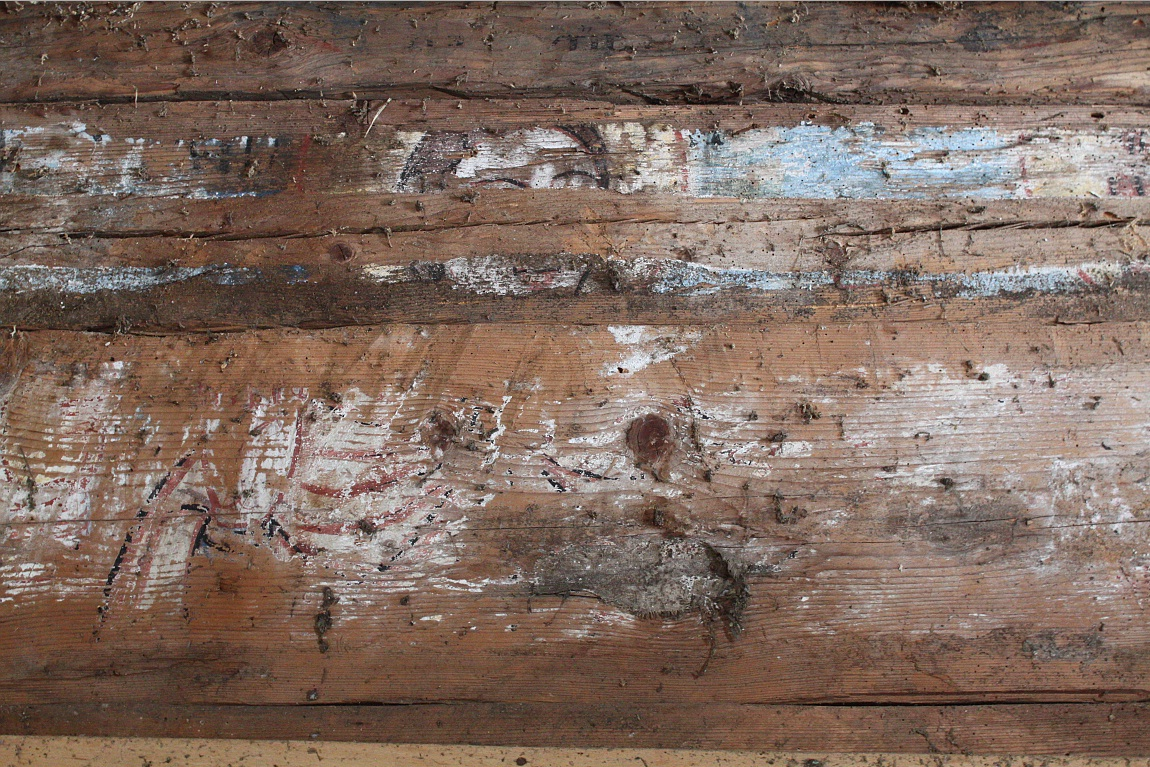
Pronaos. Urme de pictură
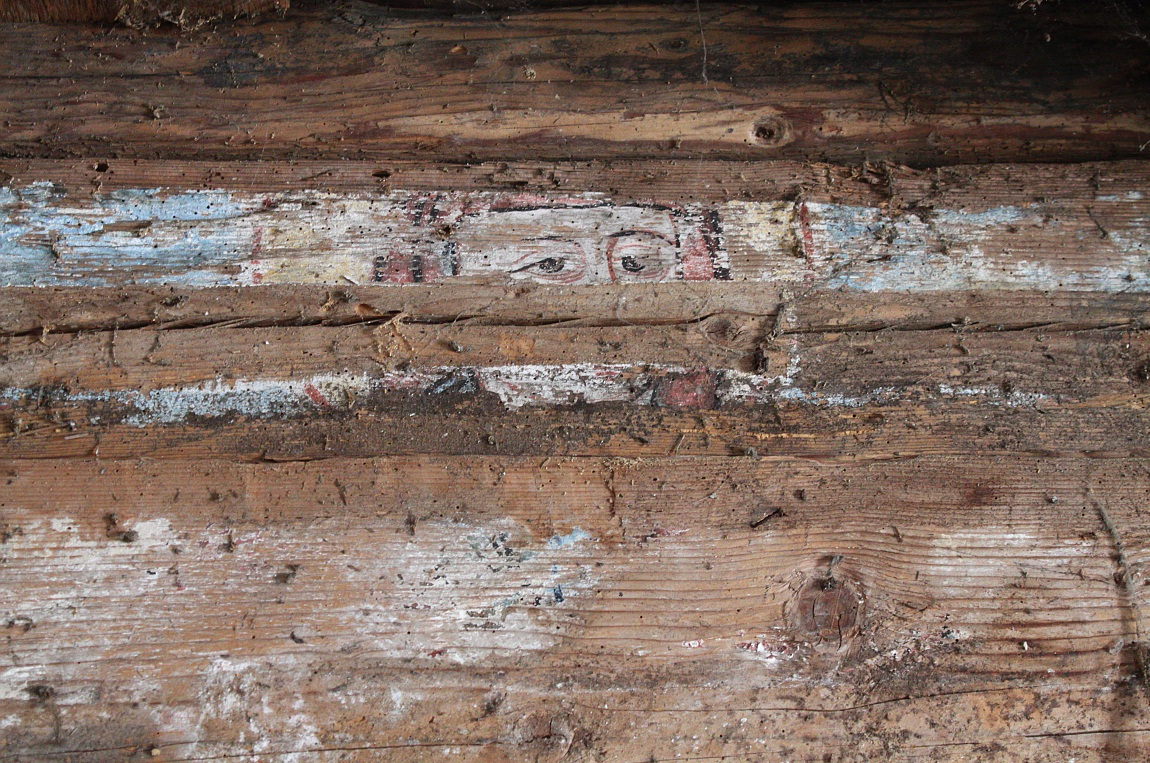
Pronaos. Urme de pictură
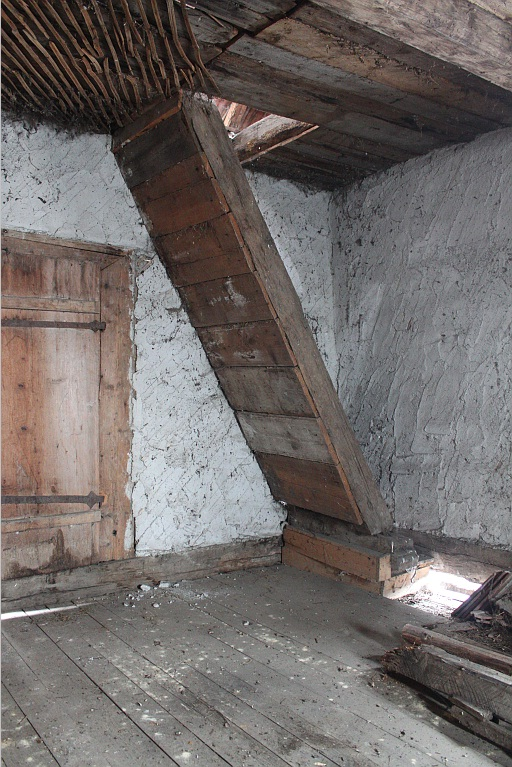
Scara de acces spre pod
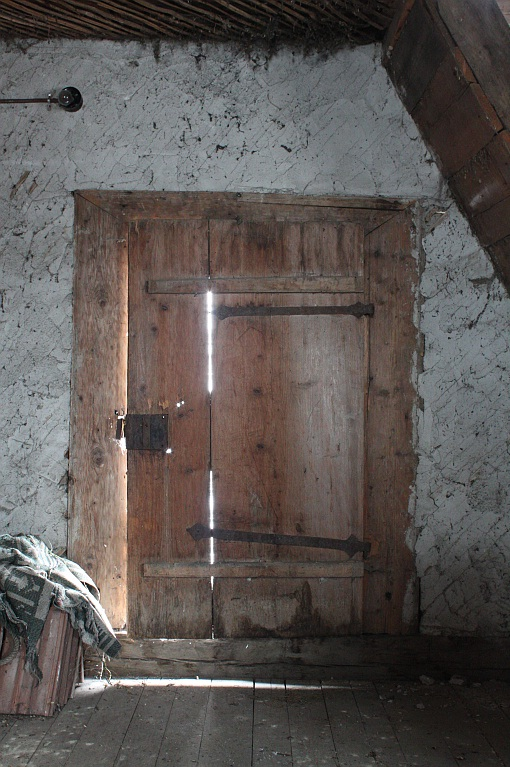
Ușa din pronaos spre exterior
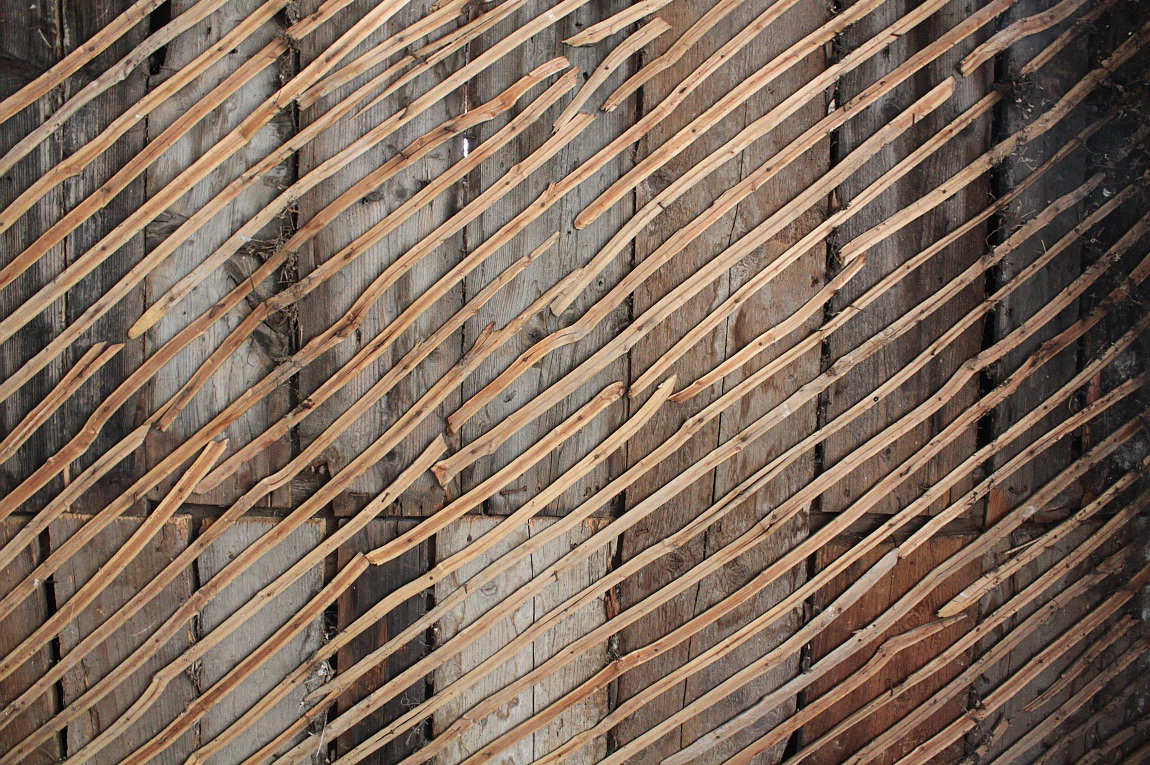
Tavanul pronaosului pregătit pentru tencuire
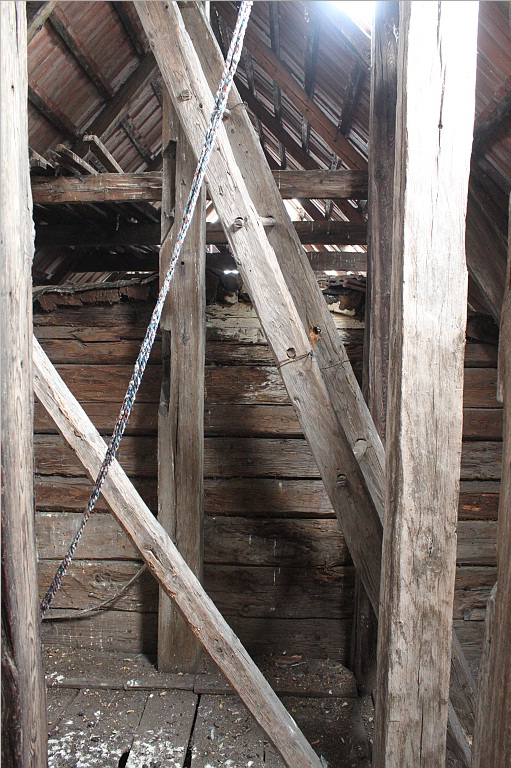
Stâlpii turnului
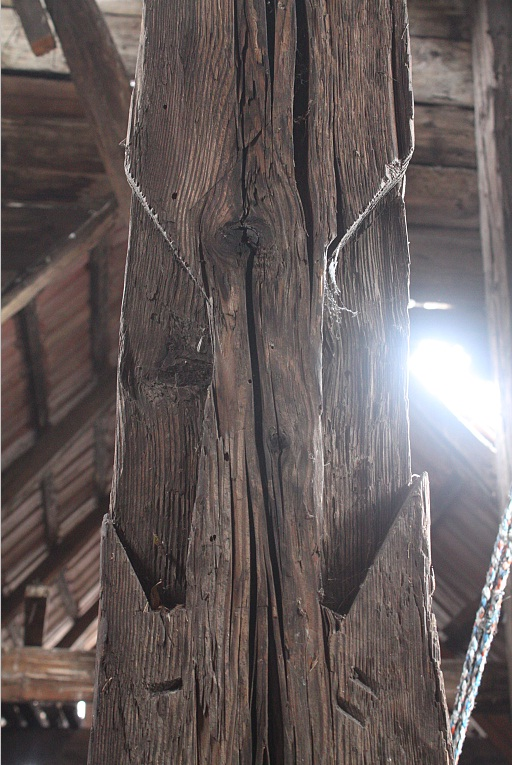
Detaliu îmbinare
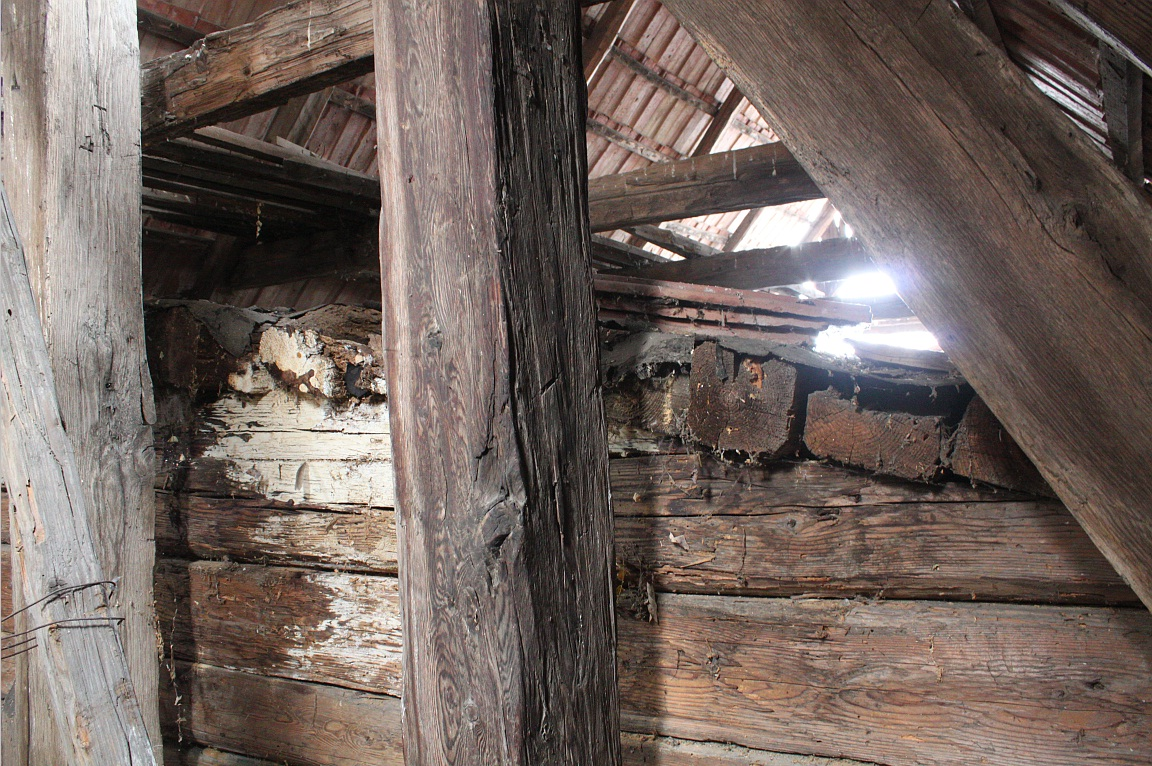
Detaliu bolta naosului
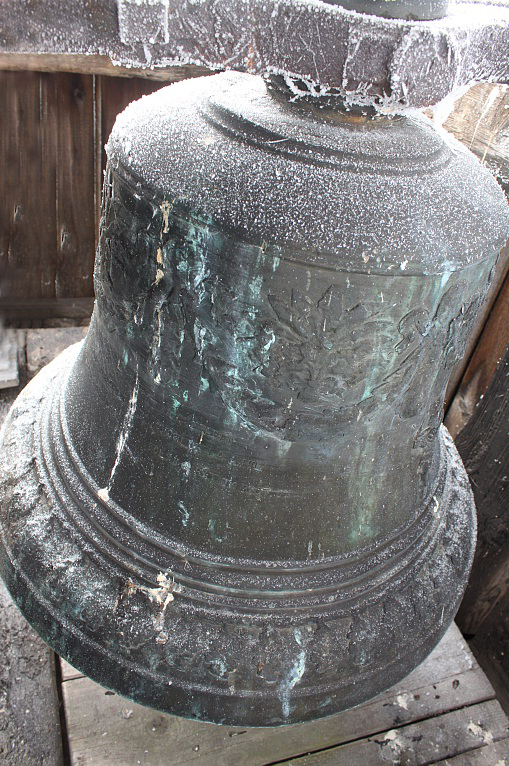
Clopotul bisericii
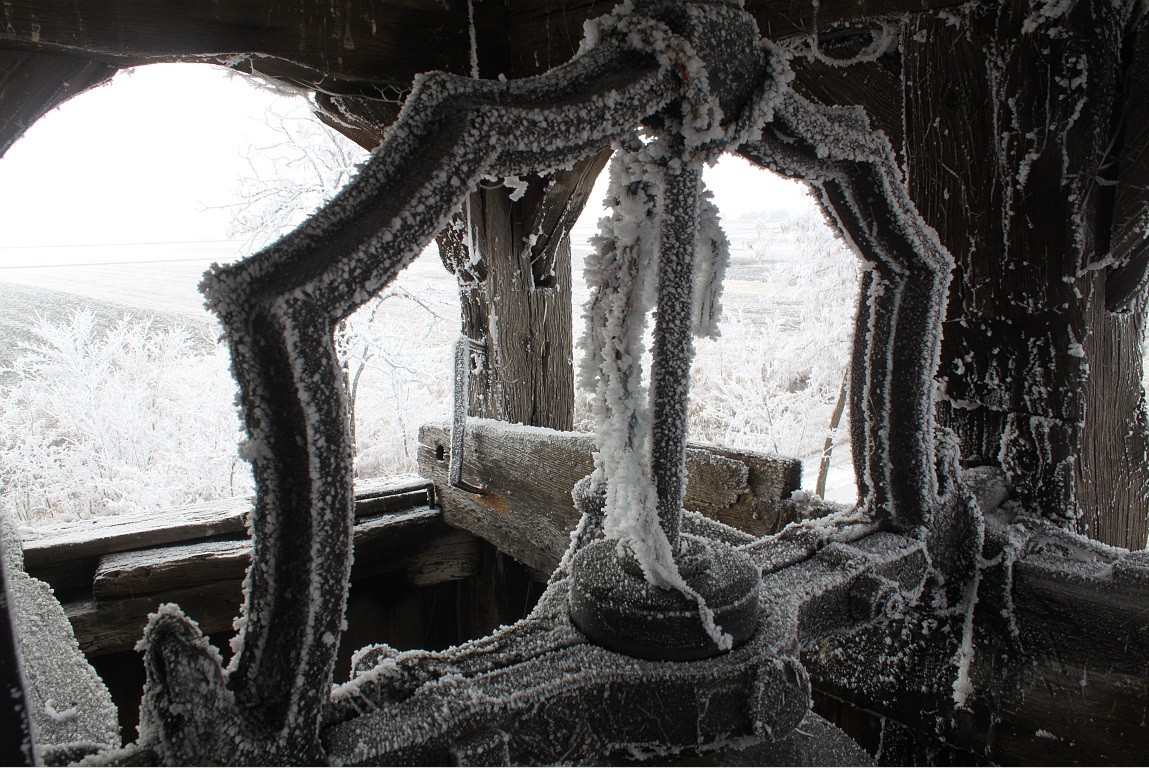
Vedere din galeria turnului
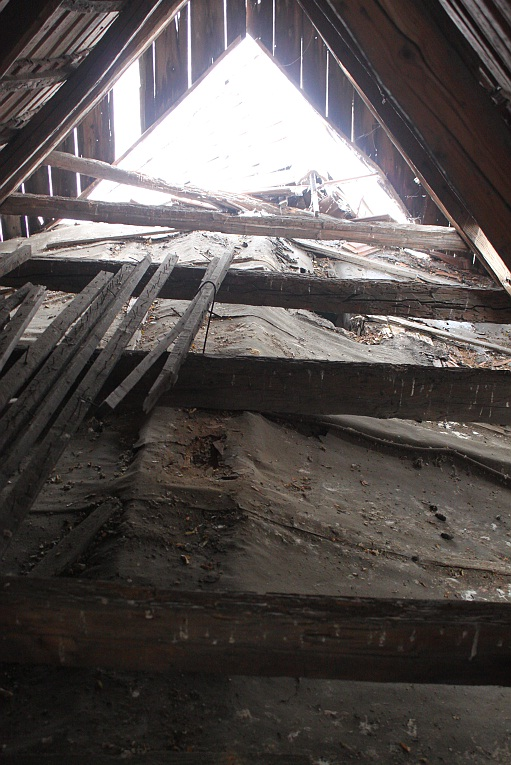
Bolta naosului protejată cu carton bituminat
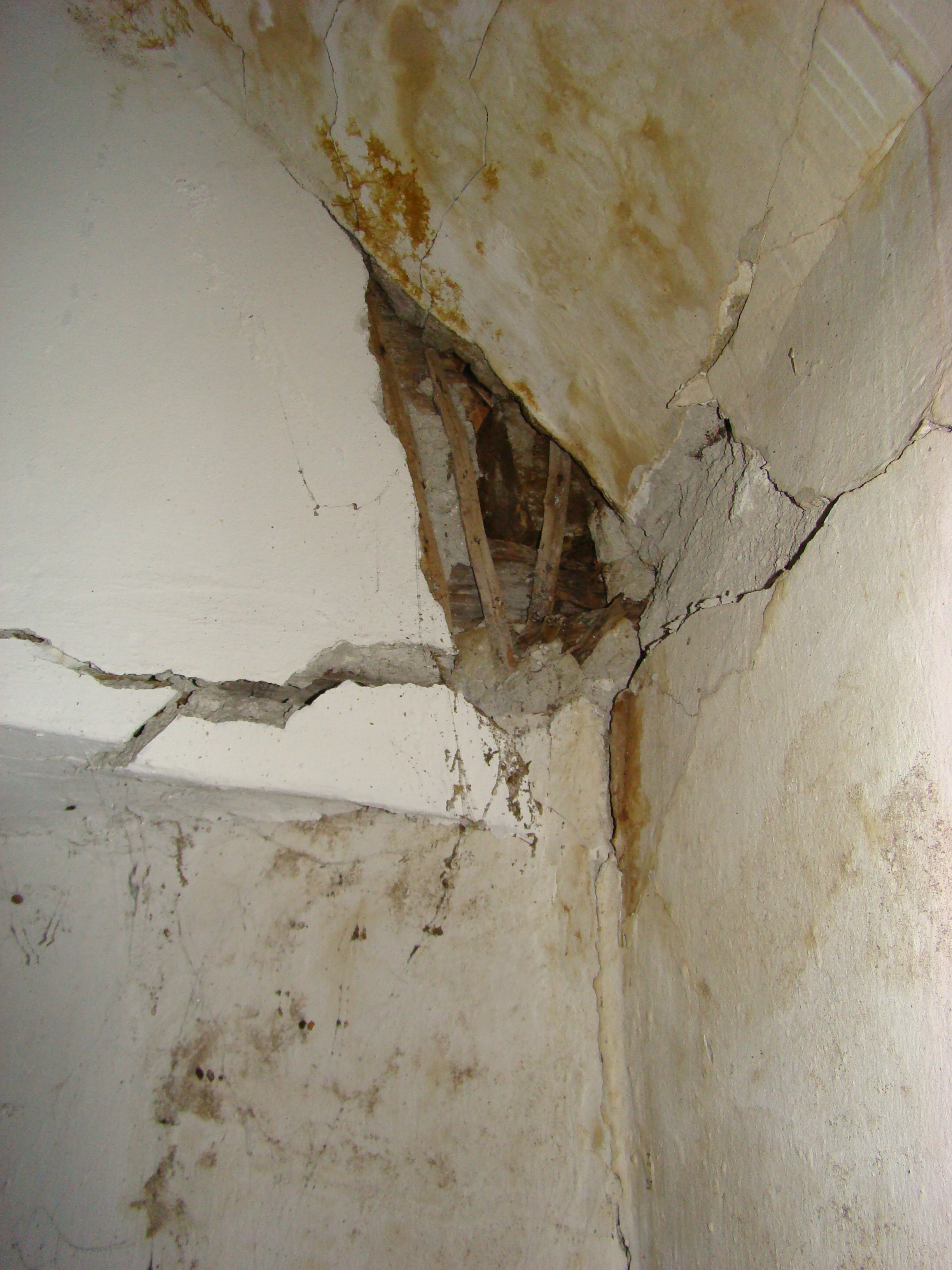
Urmările acoperișului stricat
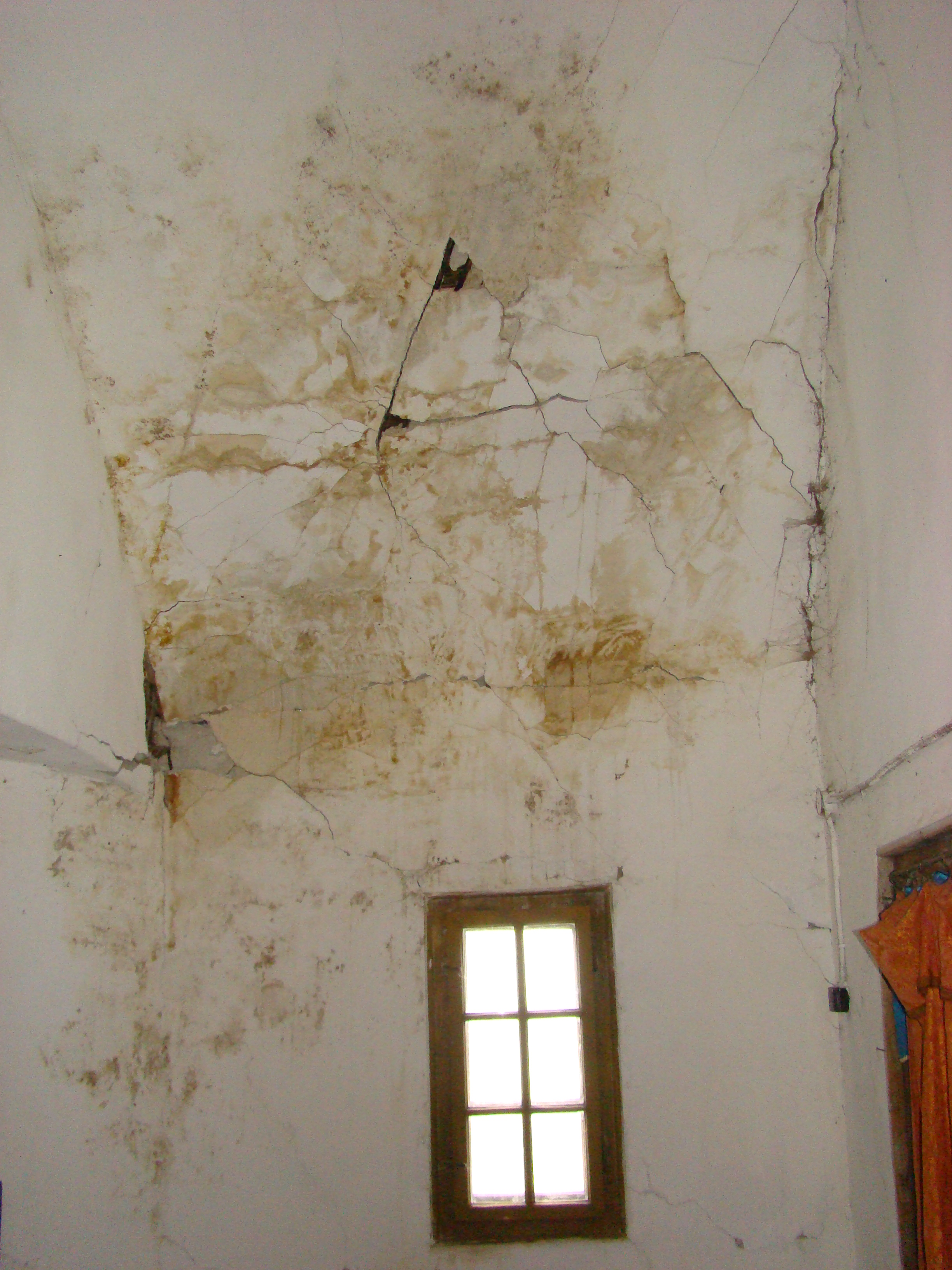
Deteriorare boltă altar
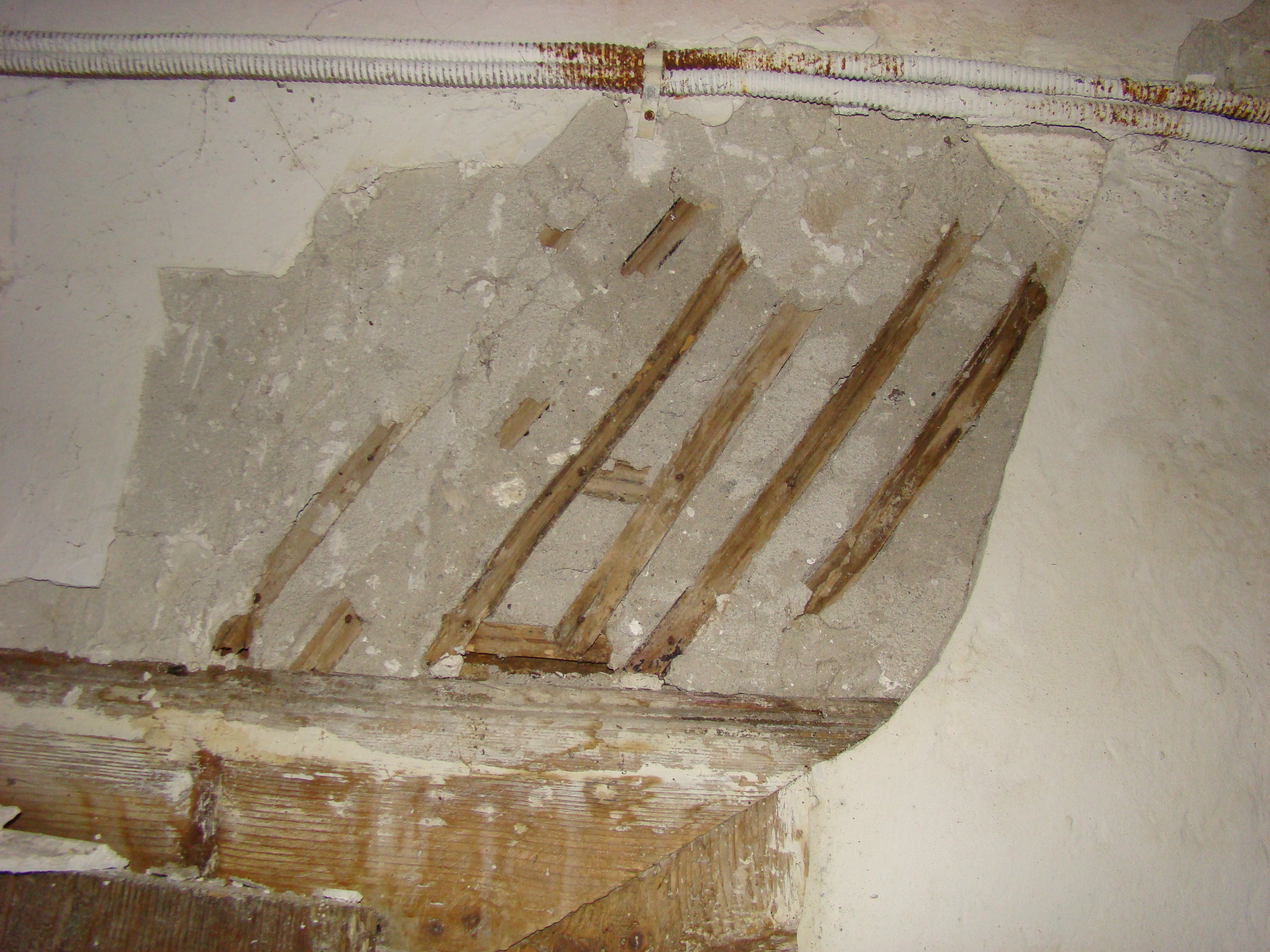
Tencuiala picată